# 提洛島鑲嵌畫
提洛島鑲嵌畫是古希臘鑲嵌畫藝術的重要主體。希臘提洛島是基克拉澤斯群島中的一座島嶼，島上大部分留存至今的鑲嵌畫可追溯到公元前2世紀下半葉和公元前1世紀初，即希臘化時期和希臘羅馬時期初期。大約在公元前69年之後，由於與本都王國之間發生戰爭，加上該島隨後人口和主要貿易中心地位驟降，因而不再生產希臘化鑲嵌畫。在希臘化時代希臘的考古遺址中，提洛島是現存鑲嵌畫藝術品的高度集中之地，大約佔希臘化時期保存至今的密鋪希臘鑲嵌畫的一半。
提洛島所鋪設的人行道既有以卵石或碎石封層鋪設的簡單地板，也有以馬賽克磚組成鑲嵌畫的精緻地板。大多數紋樣都包含簡單的幾何圖案，只有少數紋樣運用了棋盤形鑲嵌工藝（opus tessellatum）和蠕蟲狀鑲嵌工藝（opus vermiculatum），創造出清晰、自然、色彩豐富的場景和人物。鑲嵌畫多見於宗教場所、公共建築和私人住宅（Oikos），私人住宅通常包含不規則形狀的平面圖或圍廊式的列柱中庭。
提洛島鑲嵌畫儘管有輕微受到布匿-腓尼基和古羅馬影響，但總體上符合希臘化藝術的主要趨勢。在提洛島委託製作繪畫和雕塑的有錢人可能也從國外聘請了鑲嵌畫藝術家。提洛島鑲嵌畫與希臘世界其他地方的鑲嵌畫有著共同之處，比如佩拉的馬其頓鑲嵌畫，此外還具有某些希臘繪畫傳統的特徵，並經常採用與古典時期紅繪式陶器類似的黑底技法。在古羅馬的藝術和鑲嵌畫中也很容易看到一些在提洛島發現的風格和技術，不過，當時在龐貝等地的羅馬共和時代作品顯示地中海東西部在鑲嵌畫製作和設計有顯著差異。

## 追溯
法國雅典學院對提洛島的考古挖掘始於1872年，1876年法國考古學家雅克·阿爾貝·勒貝格（Jacques Albert Lebègue）在一份報告中初步描述了鑲嵌畫。法國考古學家菲利普·布魯諾（Philippe Bruneau）曾研究過提洛島現存的354幅鑲嵌畫。大部分鑲嵌畫可追溯至希臘化時代晚期，對應於羅馬共和國晚期（即公元前2世紀後半葉和公元前1世紀初）。少數鑲嵌畫被確認為古典時期的作品，其中一幅鑲嵌畫被認為屬於羅馬帝國時期的作品。布魯諾認為，未註明年代的鑲嵌畫作品根據其風格應跟大多數作品一樣，屬同一時期，大約在公元前133到公元前88年之間。
公元前167或166年，羅馬在第三次馬其頓戰爭中獲勝，將提洛島分給雅典人，雅典人驅逐了大部分原住民。 公元前146年，羅馬人摧毀了科林斯，使得提洛島至少部分承接了科林斯作為希臘的主要貿易中心的角色。公元前88年和前69年，在羅馬與本都的米特里達梯戰爭期間，提洛島遭到米特里達梯六世的軍隊襲擊，之後該島的商業繁榮程度、建築活動和人口皆顯著減少。儘管遭到本都入侵，但提洛島是在羅馬與東方建立了更直接的貿易聯繫後，才逐漸被遺棄，羅馬建立貿易聯繫導致提洛島邊緣化，不再是通往東方的貿易樞紐中點。

## 特徵

### 作品
提洛島的鑲嵌畫和鋪面的構成成分包括簡單的卵石構造物以白色大理石、陶器碎片、馬賽克磚鋪成的碎石鋪面。後者又分為兩類：簡單的密鋪棋盤形鑲嵌工藝（opus tessellatum），使用大塊的馬賽克磚，平均為 8 x 8 毫米，和精细的蠕蟲狀鑲嵌工藝（opus vermiculatum） ，使用小於 4 x 4 毫米的馬賽克磚。 許多提洛島鑲嵌畫會混合使用這些材料，其中以碎石鋪面是最為常見，在55間住宅發現此類鑲嵌畫，通常出現在一樓。大多數提洛島鑲嵌畫都是由嵌入水泥地板的大理石碎片組成，其餘地板底座則由夯土或片麻岩石板组成。廚房和便坑的鋪面為了防水，皆以陶器、磚瓦碎片建造。通常為了用來區分幾何圖案鑲嵌畫的輪廓，會在水泥中嵌入細鉛條，但在複雜且飾有圖像的鑲嵌畫中則未使用。 

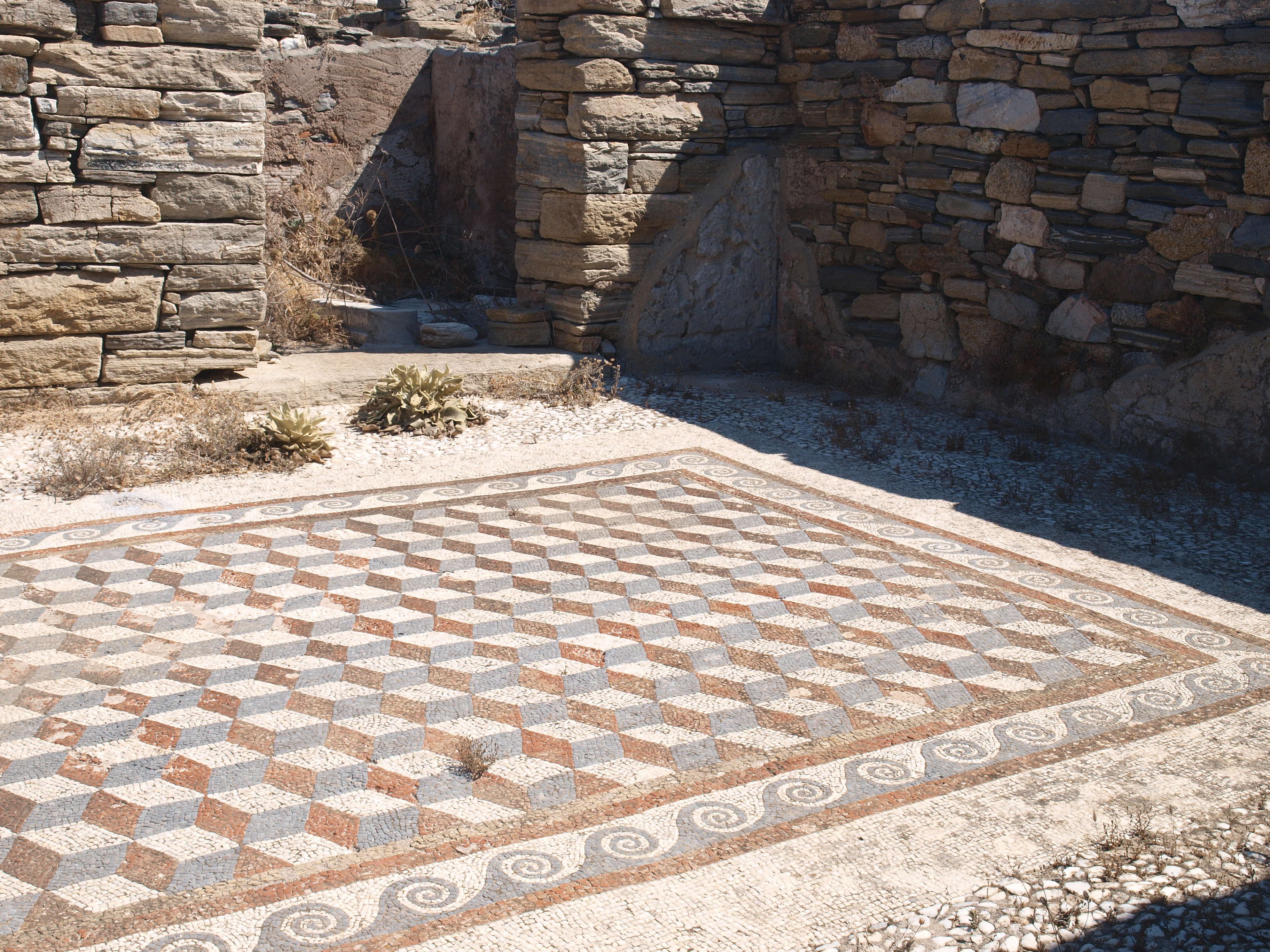
提洛島一棟房子內的立方體地板鑲嵌畫

### 布置及地點
雖然有些鑲嵌畫出土自宗教聖所和公共建築，但大多數鑲嵌畫都是在住宅建築中發現的。這些住宅建築大多採用不規則的平面佈局，第二大類的住宅建築則建有一個圍廊式的列柱中庭。普通的走道上經常會放置簡單的鑲嵌畫，而專門用於接待客人的房間則採用更加富麗堂皇的鑲嵌畫。然而，提洛島僅有25棟房屋擁有棋盤形鑲嵌工藝鑲嵌畫，8棟房屋擁有蠕蟲狀鑲嵌工藝風格的紋樣（motif）和圖像場景（figured scene）。，絕大多數裝飾地板僅具有簡單的幾何圖案（pattern）。此外，在古代提洛島人的住宅中，比起底層，樓上房間更常見到棋盤形鑲嵌工藝和蠕蟲狀鑲嵌工藝。提洛島的圍廊式住宅僅以花卉和幾何紋樣裝飾其庭院，但戴歐尼修斯之家和海豚之家除外。

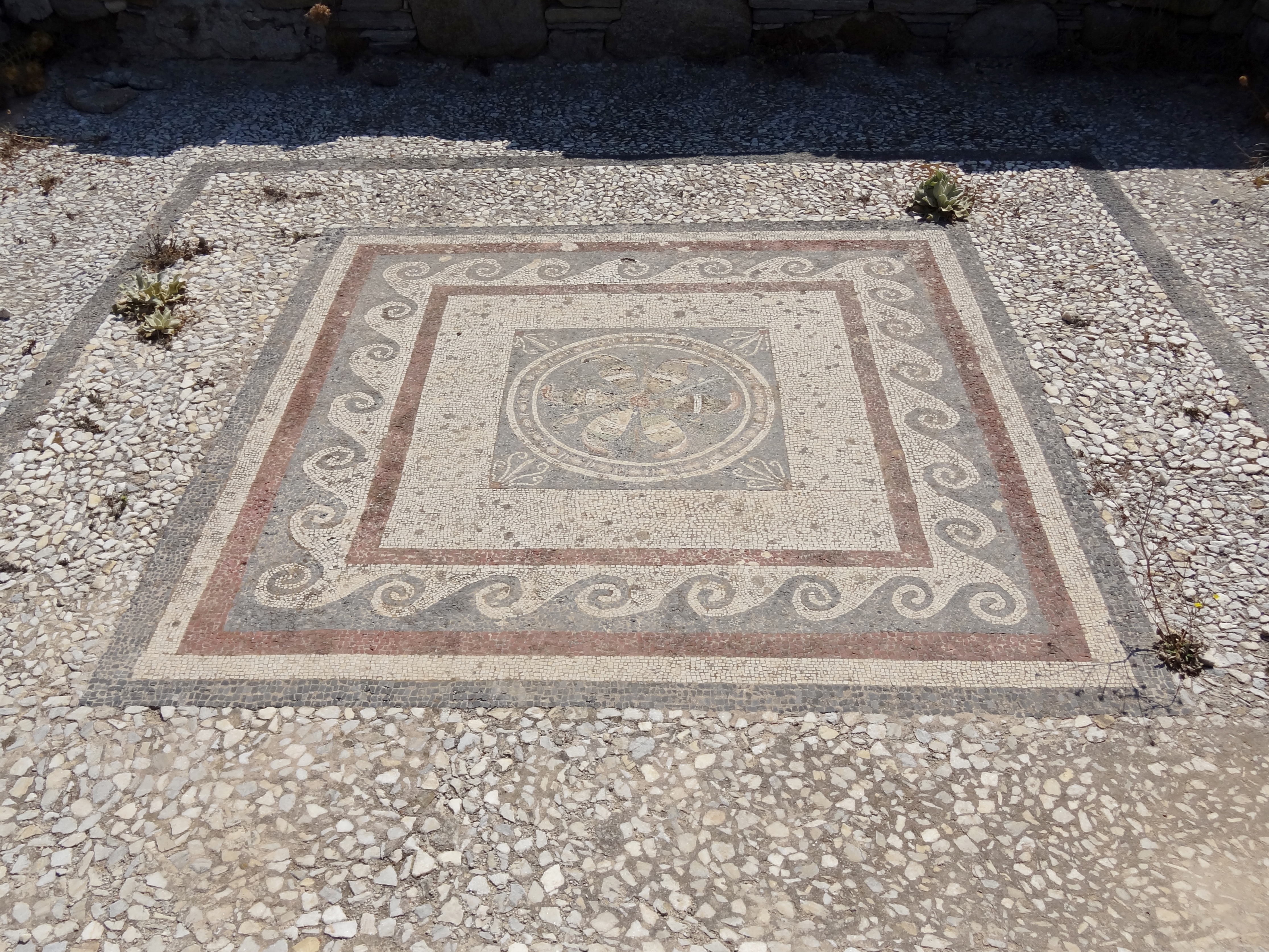
提洛島鑲嵌畫，中央有玫瑰花結紋樣，周圍有單波邊框圖案

### 圖案和紋樣
在提洛島鑲嵌畫中發現的各種圖案（pattern）和紋樣（motif）中，有一種三色菱形圖案可為觀者創造了三維的立方體錯覺。這種圖案出現在十五個不同的地方，是最常見的圖案。 其他紋樣包括波浪狀和階梯式三角形，主題包括航海、戲劇、自然或神話的物品和人物。單波浪圖案是希臘化藝術中常見的紋樣，是提洛島鑲嵌畫最主要的邊框設計類型，在阿爾薩梅亞等其他遺址中也能找到（但排列方向相反）。地中海周圍的希臘化遺址的鑲嵌畫也能發現玫瑰花結紋樣，這在提洛鑲嵌畫中通常與單波邊框相結合。提洛島鑲嵌畫使用了典型的希臘化棕葉飾紋樣，將其用於填充中央的玫瑰花結紋樣周圍的四個角落。提洛島鑲嵌畫的圖像場景通常以彩色畫來實現三維浮雕錯覺，具有白、黑、黃、紅、藍、綠等色調。
關於提洛島鑲嵌畫的構圖、技術、佈局和風格，其起源可以在公元前5世紀希臘北部哈爾基季基半島奧林索斯的卵石鑲嵌畫中找到，鑲嵌畫位於水泥地板的中心，並運用花環、回紋和波浪的圖案圍繞中心紋樣或圖像場景。這種設計方案類似於公元前4世紀馬其頓佩拉的鑲嵌畫，不過佩拉的卵石鑲嵌畫是以更廣的色彩範圍來創造體積效果。卵石鑲嵌畫之所以過渡到更複雜的密鋪鑲嵌畫，可能起源於公元前三世紀的希臘化西西里島，並在默干提納（Morgantina）和敘拉古等地發展起來。與奧林索斯非常相似，默干提納的鑲嵌畫也包含了花環、回紋和波浪圖案，不過最終運用了透視法（perspective）。

### 文化和種族起源
除了布匿-腓尼基女神塔尼特的象征之外，所有鋪面紋樣都起源于典型的希臘化時代的希臘，一些與馬賽克磚設計一起使用的鋪面砂漿透露了一些來自義大利的影響。 提洛島的三个主要民族包括希臘人（主要是雅典人）、敘利亞人/腓尼基人以及義大利人/羅馬人，但這些義大利人中很多可能是義大利奧特人（Italiotes），他們是說古希臘語的大希臘地區（今義大利南部）原住民。提洛島上希臘、義大利和敘利亞血統的居民在其私人住宅中裝飾了鑲嵌畫，但文森特·布魯諾（Vincent J. Bruno）聲稱，他們的鑲嵌畫藝術品的外觀設計完全屬於希臘藝術傳統。

## 重要性

### 倖存的希臘化鑲嵌畫藝術
法國考古學家弗朗索瓦·詹米內（François Chamoux）認為，提洛島鑲嵌畫是古希臘鑲嵌藝術的「高峰」，使用馬賽克磚創造了豐富、細緻、色彩繽紛的場景。這種希臘化風格的鑲嵌畫一直延續到古典時代結束，可能影響了中世纪西方世界，使其普遍使用鑲嵌畫。在比爾吉特·唐（Birgit Tang）對地中海貿易中心的家庭居所和藝術品進行研究時，她分析了三個考古遺址：愛琴海的提洛島，今為突尼斯的迦太基，以及今位於西班牙加泰隆尼亞地區且曾是希臘殖民地的恩波里翁（Empúries）。她之所以特別選擇這些遺址進行調查和比較，是因為它們皆為主要的海上貿易樞紐，且城市民居遺跡相對保存完好。
露絲·韋斯特蓋特（Ruth Westgate）指出，提洛島上保存了一半左右的所有現存希臘在希臘化時期的密鋪鑲嵌畫。據她估計，提洛島、西西里島的默干提納和索倫托姆（Soluntum）含有最多的希臘化希臘的鑲嵌畫的現存證據。哈里克利亞·布雷庫拉基（Hariclia Brecoulaki）也聲稱，提洛島鑲嵌畫代表了希臘鑲嵌畫的最大收藏，她還表示，只有馬其頓的首都佩拉能與之相比，因為佩拉有許多私人住宅（而非王室居所）飾有精緻壁畫、簽名鑲嵌畫和自立式大理石雕塑。凱薩琳·鄧巴賓（Katherine M. D. Dunbabin）指出，雖然在希臘本土、小亞細亞和東北非（即昔蘭尼）也發現了許多希臘化時期的鑲嵌畫，但只有提洛島遺址的鑲嵌畫數量夠多，足以對其用途和性質做出一般性的結論。

### 與羅馬龐貝古城的比較
海蒂·喬伊斯（Hetty Joyce）在比較分析希臘-羅馬世界的鑲嵌畫藝術時，選擇了提洛島和羅馬龐貝城的鑲嵌畫作為主要的代表樣本，用來確定希臘東方和拉丁西方的鑲嵌畫在形式、功能和製作技法上的差別。之所以選擇這兩個遺址，原因在於，鋪面保存完好，樣本的年代可確定為公元前2世紀末到公元前1世紀初，加上由於布魯諾對提洛島鑲嵌畫的大量記錄，使得這兩個遺址有足夠的學術文獻進行比較。露絲·韋斯特蓋特在對希臘化時期的希臘和龐貝的鑲嵌畫進行調查和比較研究後得出結論，古羅馬鑲嵌畫可追溯到公元前2世紀末和公元前1世紀初的龐貝第一風格壁畫，是源自於希臘傳統。不過，她強調龐貝鑲嵌畫與希臘鑲嵌畫有所不同，龐貝鑲嵌畫幾乎完全是圖像場景，而非以抽象設計為特色，很可能是由當地工匠布置在平坦的鋪面，與圖像面板分開製作，而希臘鑲嵌畫則可能是希臘工匠為羅馬顧客製作的。
由於提洛島的希臘化風格壁畫與龐貝第一風格壁畫有著相似之處，喬伊斯認為，提洛島鑲嵌畫和龐貝鑲嵌畫的差異是因藝術偏好而有意為之的產物，而非對彼此傳統無知的結果。這些差異包括：龐貝廣泛使用尼希亞式工藝（opus signinum），而提洛島僅有四個已知的例子；龐貝也使用碎塊形工藝（Opus sectile），而提洛島則完全未使用；提洛島鑲嵌畫普遍使用彩色圖案和複雜的三維圖像設計，而龐貝鑲嵌畫則使用二維圖案，最多使用兩種顏色。龐貝直到龐貝第二風格壁畫時期（公元前80年-公元前20年）才開始使用彩色設計來實現光影錯覺，製作複雜的三維圖像鑲嵌畫，這被認為是接收了希臘化藝術潮流。提洛島、雅典和佩拉（希臘）、別迦摩（土耳其）、卡拉蒂斯（羅馬尼亞）、亞歷山卓（埃及）和克森尼索（克里米亞半島）的希臘化鑲嵌畫中有使用鉛條，但馬耳他、西西里島和義大利半島的西地中海地區鑲嵌畫中卻未使用。韋斯特蓋特斷言，根據不同的風格和製作技法，希臘化鑲嵌畫可以分為東方和西方兩大類。

### 與古希臘藝術其他媒材的聯繫
製作提洛島鑲嵌畫時，紅繪式陶器已不再生產，但紅繪式陶器的黑底技法仍受到公元前4世紀佩拉的馬其頓卵石鑲嵌畫和提洛島鑲嵌畫的青睞，例如帶有馬賽克磚的白繪式特里頓鑲嵌畫。黑底技法後來被用於玻璃藝術，如寶石玻璃（Cameo glass），尤其是羅馬玻璃（如波特蘭花瓶、奧古斯都寶石浮雕、法國大寶石浮雕等）。
提洛島磚石風格壁畫中以黑色為背景的波狀花環紋樣，早先出現在希臘作品中，時間從古希臘陶器到公元前4世紀馬其頓佩拉的鑲嵌畫，尤其是《狩鹿鑲嵌畫》。然而，可以說提洛島的畫家將這些古老的元素與全新的寫實著色相結合，發明了他們自己的裝飾流派。除了黑色背景之外，像《狩鹿鑲嵌畫》這樣的鑲嵌畫也受到了希臘繪畫的視錯覺、立體效果特質的啟發。在提洛島，繪畫和鑲嵌畫繼承了與古典希臘相同的技藝、光影和著色標準。雕塑家、畫家和鑲嵌畫藝術家可能同屬提洛島同一供養體系，這一體系有時可能需要引進外國藝術家。

## 住宅和城區

### 北區
提洛島北區的珠寶區（Jewelry Quarter）發現了一些如工作坊和其他考古遺跡的古老建築，其歷史可追溯至公元前3世紀和公元前2世紀初。 這些建築到公元前2世紀下半葉私人住宅所取代，私人住宅是以提洛島最具特色的方式建造：狹窄的矩形平面圖，帶有中央庭院，前面有一個前庭（vestibule）服務室，後面有一個更大的主房間。面具之家所在區域是提洛島唯一沒有採用這種典型房屋布局的地區。北區有些房屋以具有神話場景的馬賽克裝飾為特色，包括上方樓層的鑲嵌畫中有色雷斯的萊克格斯和安布羅西婭，以及主房間的鑲嵌畫中有雅典娜和荷米斯以及坐著的女人。

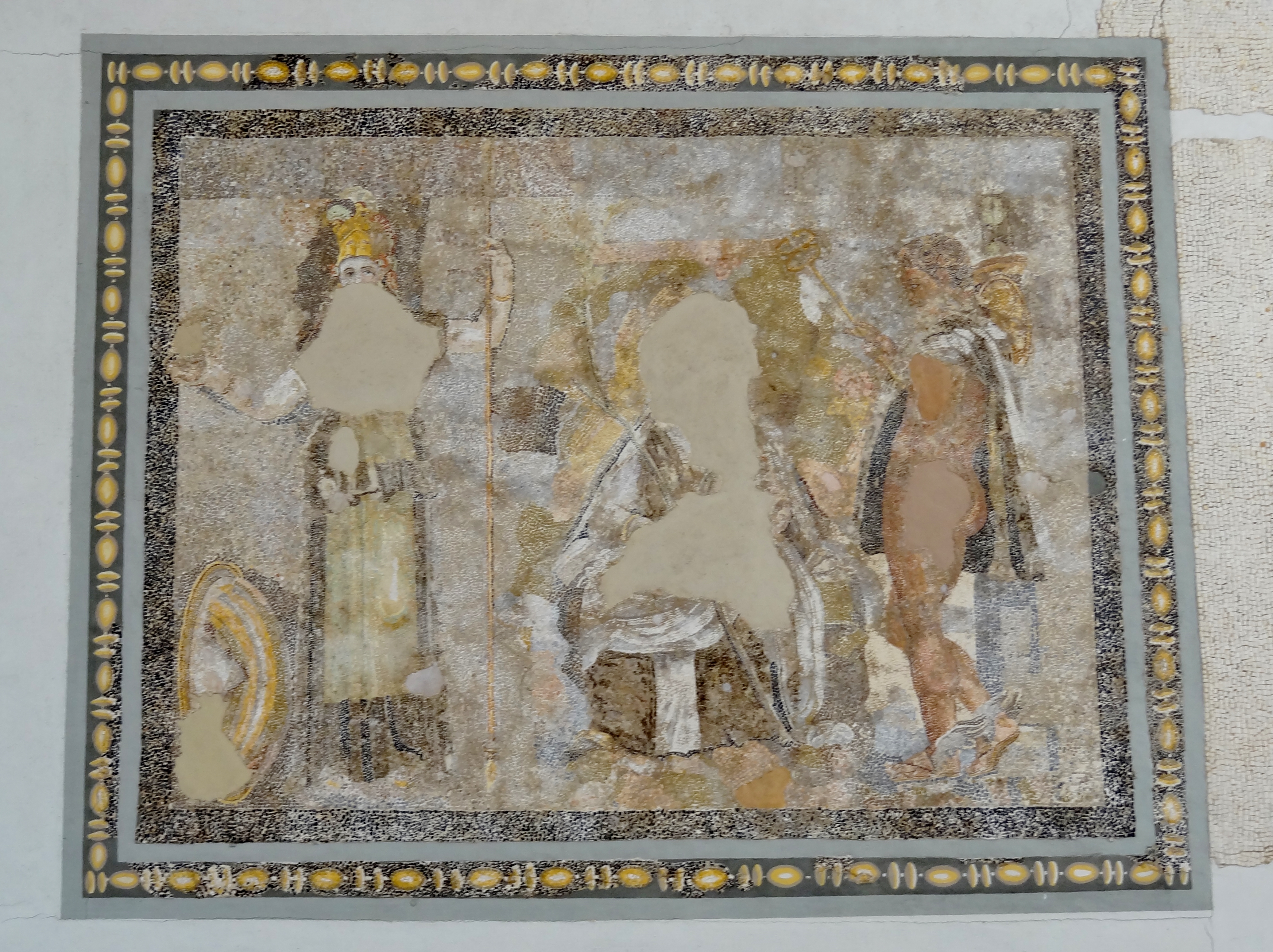
一幅出自提洛島珠寶區的鑲嵌畫中心裝飾之細節，描繪了荷米斯和雅典娜，公元前2世紀
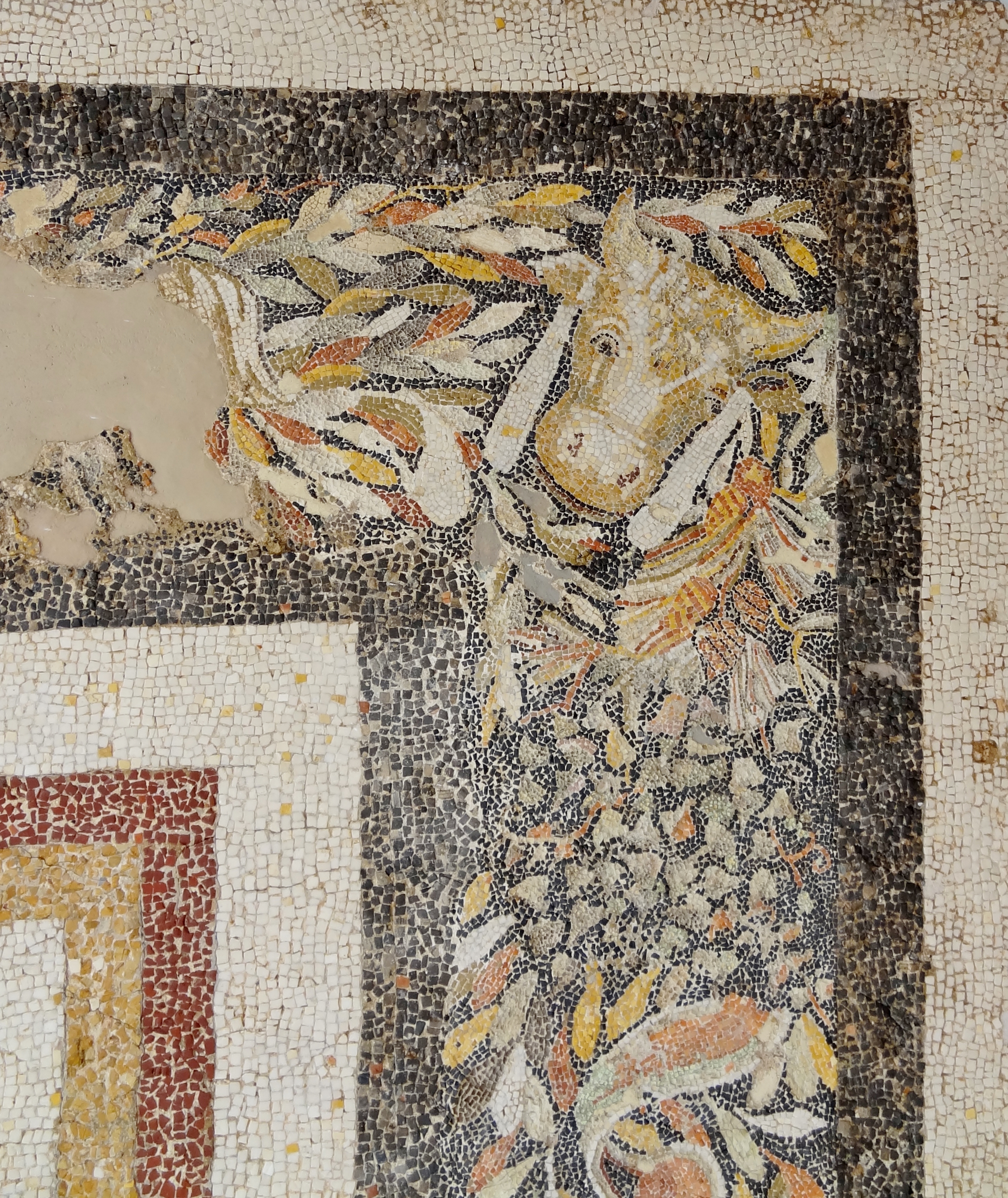
提洛島珠寶區鑲嵌畫的細節，描繪了有樹葉的牛頭
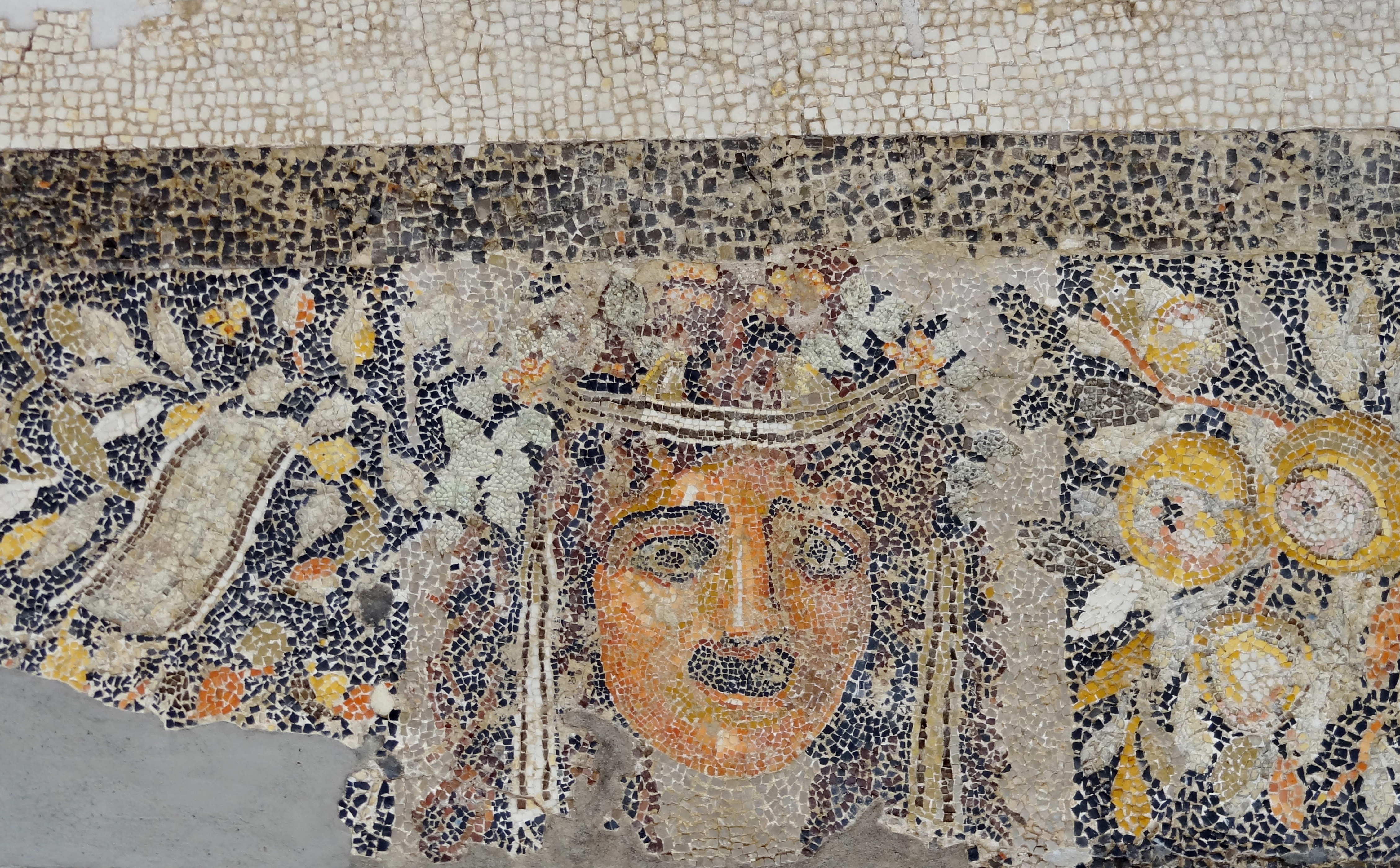
提洛島珠寶區鑲嵌畫的細節，描繪了古希臘戲劇面具
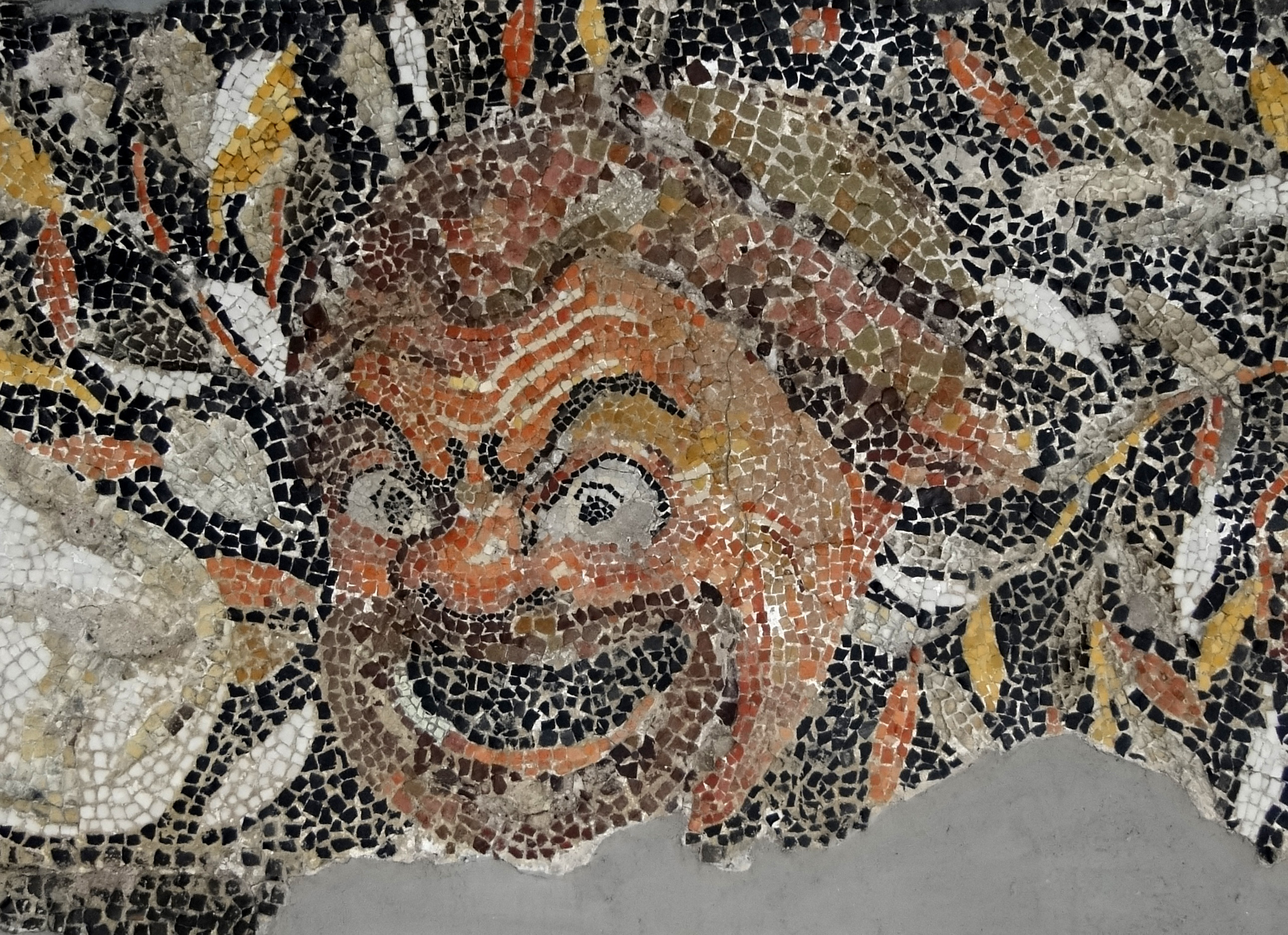
提洛島珠寶區鑲嵌畫的細節，描繪了古希臘戲劇面具

### 劇院區
提洛島劇院區十分擁擠，大多數房屋的平面布局都不規則（如梯形設計），而不是採用正方形或矩形設計。街道網格狹窄且不規則，與其他區不同，其他區的街道通常以近似直角相交。與提洛島出土的大多數房屋相似，劇院區的房屋也以沒有門廊的開放式庭院為特色，而不是帶圓柱的圍廊式的列柱中庭布局。劇院區的一些房屋完全沒有室內裝飾，既沒有壁畫也沒有鑲嵌畫，與大多數提洛島家庭不同。

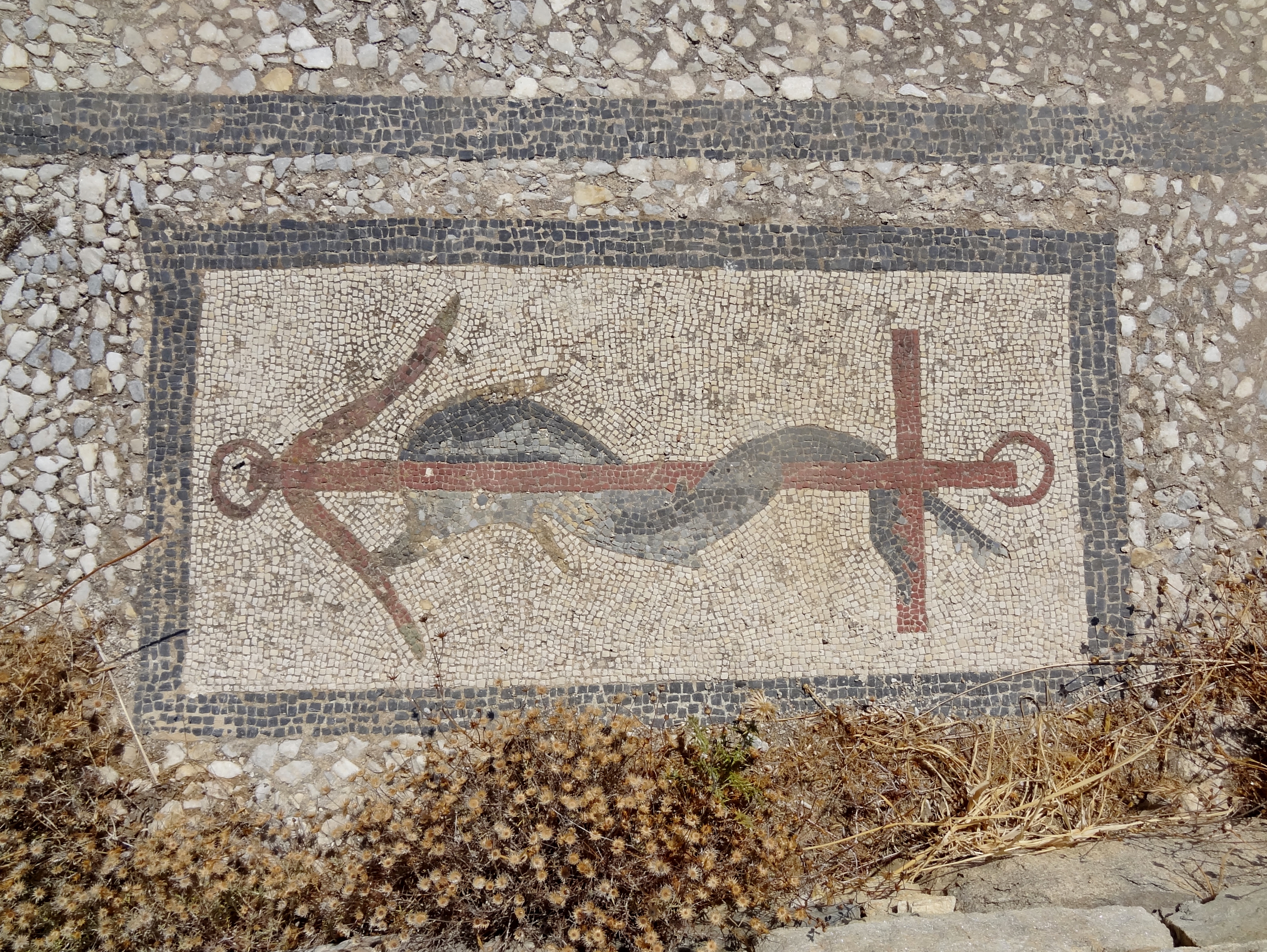
帶有海豚和錨設計的鑲嵌畫
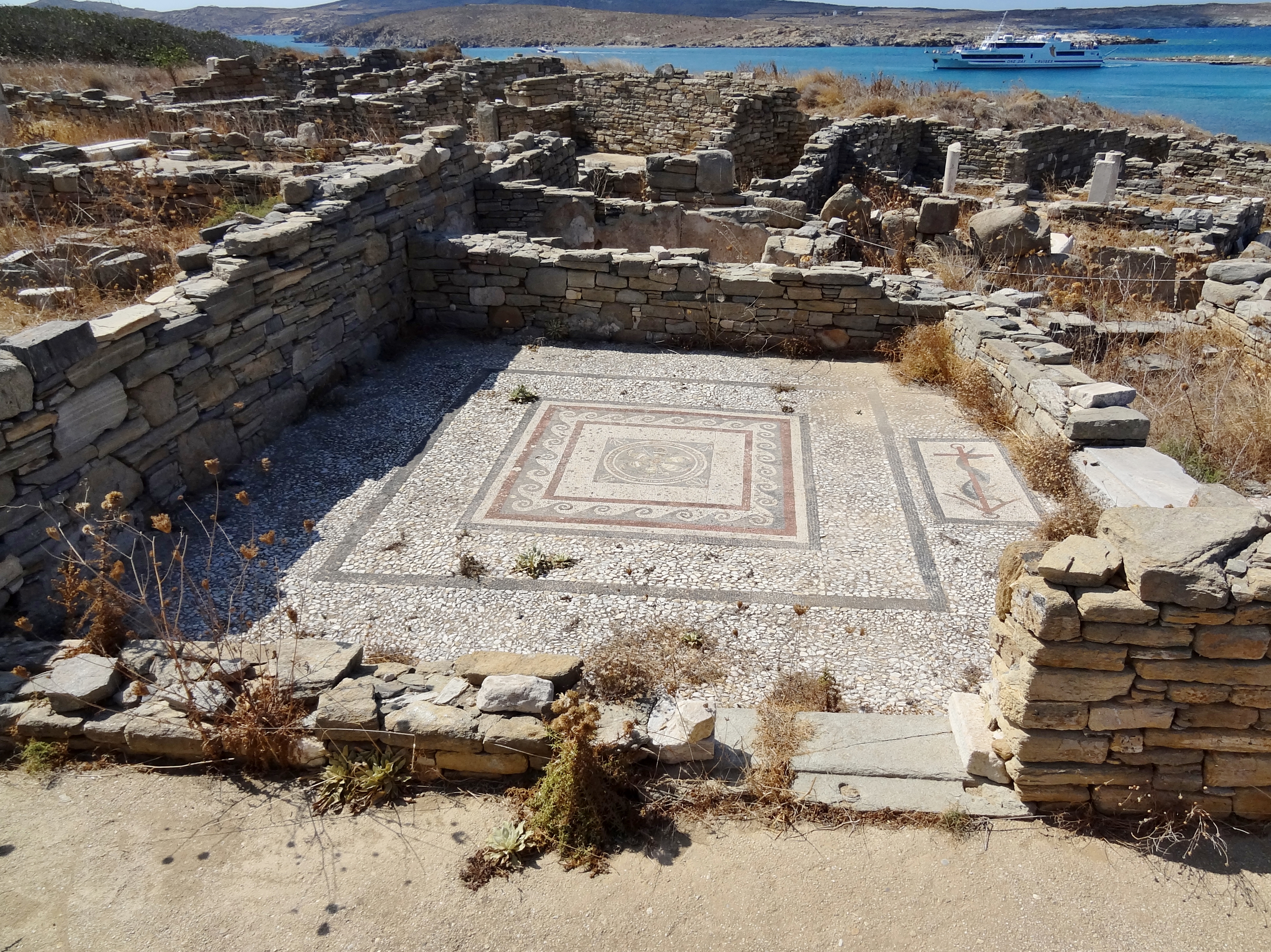
鑲嵌畫地板的房屋遺址
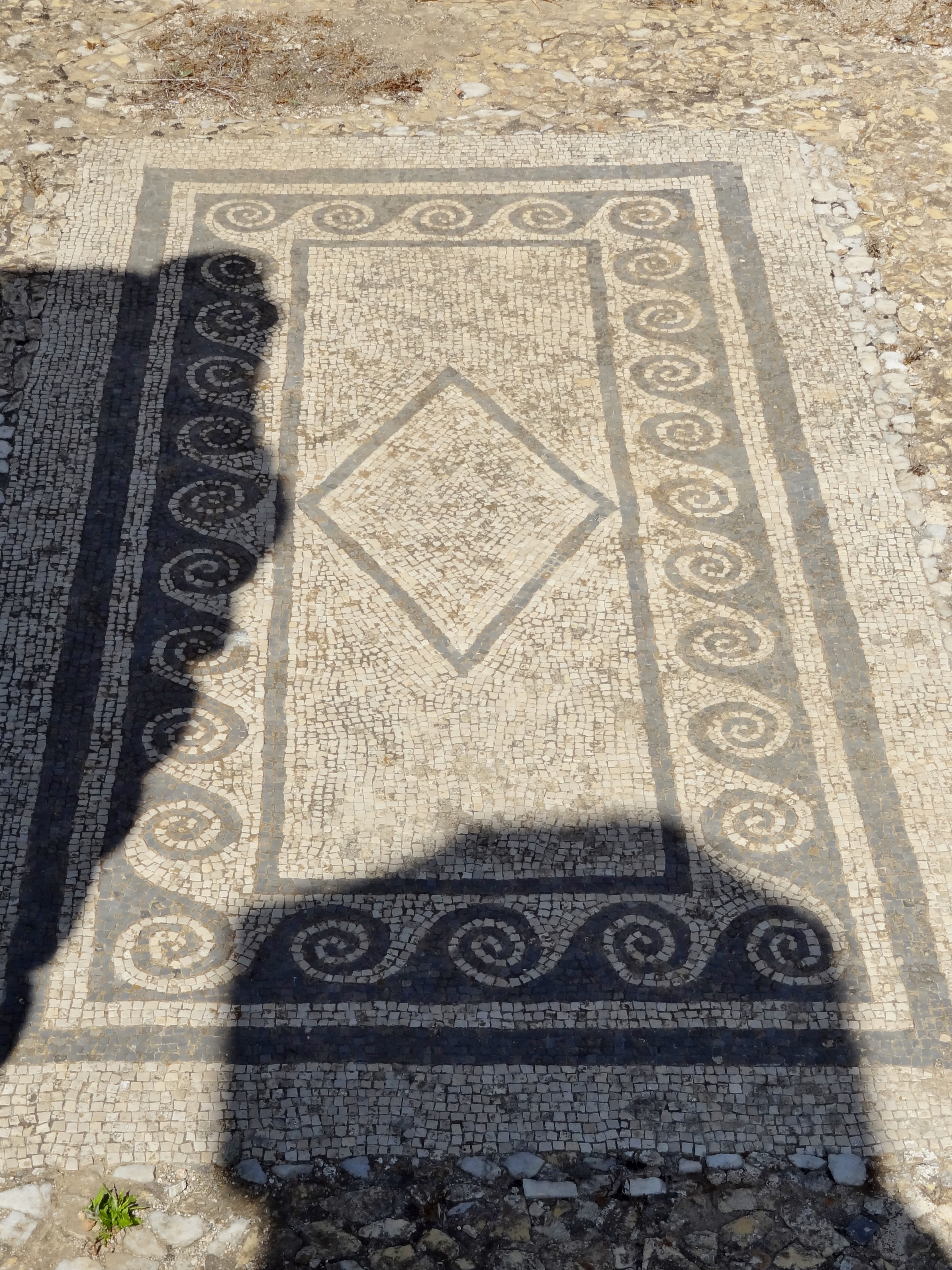
帶有波浪狀圖案邊框的鑲嵌畫
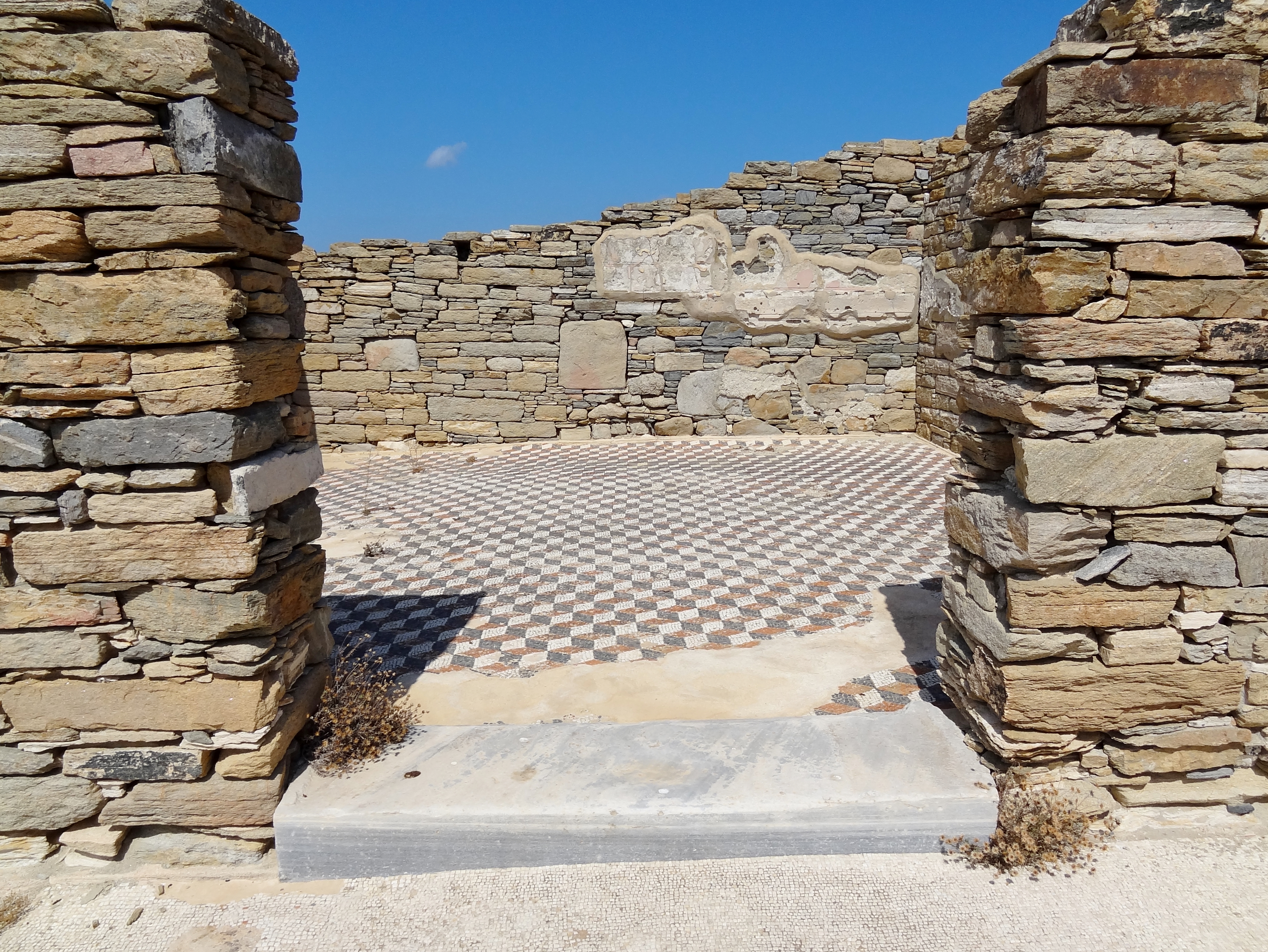
房屋遺址中的立方體幾何圖案的地板鑲嵌畫

### 戴歐尼修斯之家
根據鄧巴賓的說法，提洛島戴歐尼修斯之家的《戴歐尼修斯騎虎鑲嵌畫》是蠕蟲狀鑲嵌工藝作品中的佼佼者，面具之家中的《戴歐尼修斯騎豹鑲嵌畫》能與之相媲美（馬其頓首都佩拉的戴歐尼修斯之家也有一幅較早的騎豹主題作品，但該畫為較簡單的卵石鑲嵌畫）。不過，《戴歐尼修斯騎虎鑲嵌畫》在主題上有個關鍵差異，戴歐尼修斯被畫上了翅膀，這表明祂化身為代蒙而不是神。馬賽克磚的材料由玻璃、彩陶（faience）、赤陶和天然石塊製成，做成一平方毫米左右的碎塊，細節清晰，配色精緻。

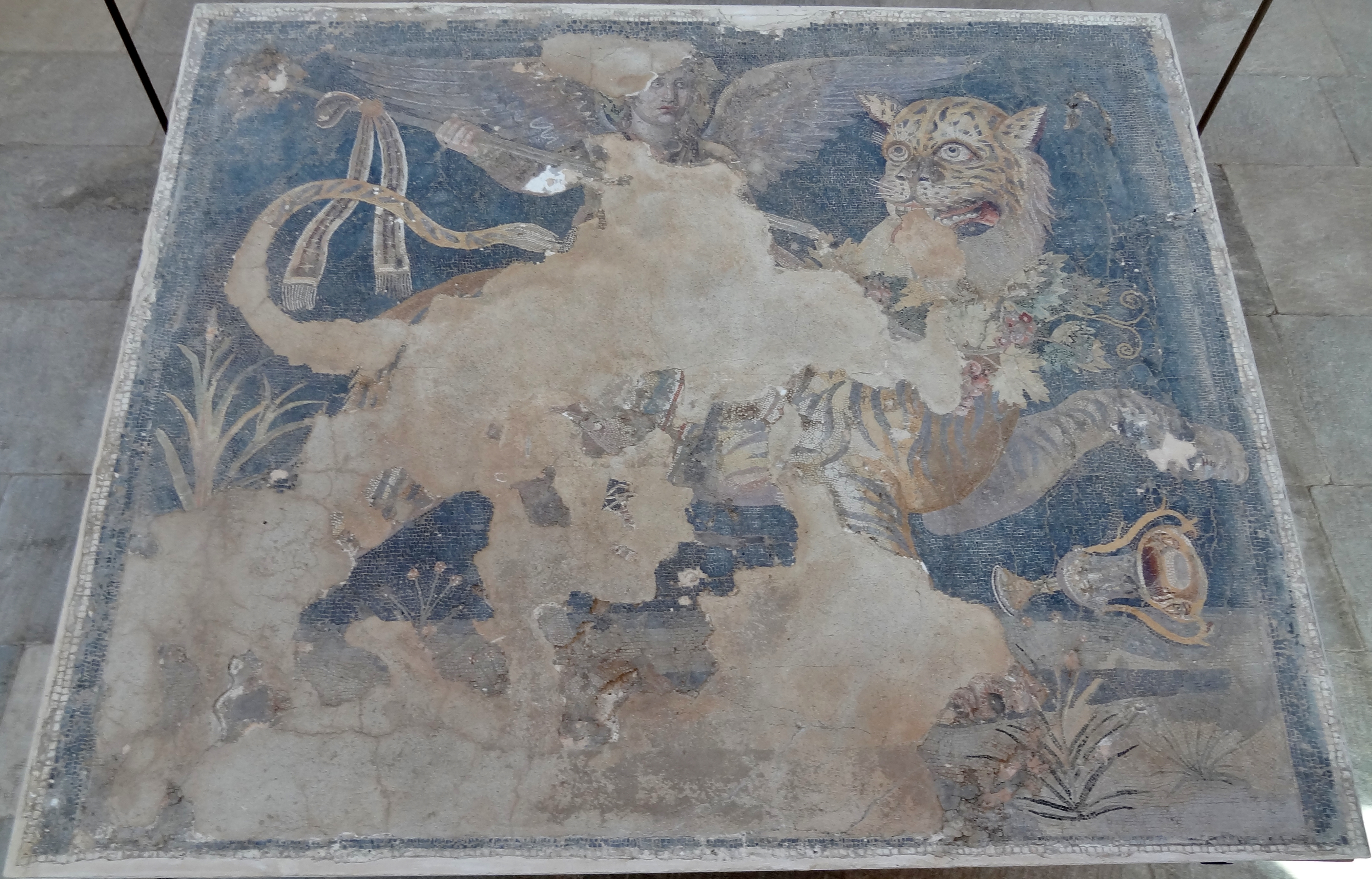
《戴歐尼修斯騎虎鑲嵌畫》
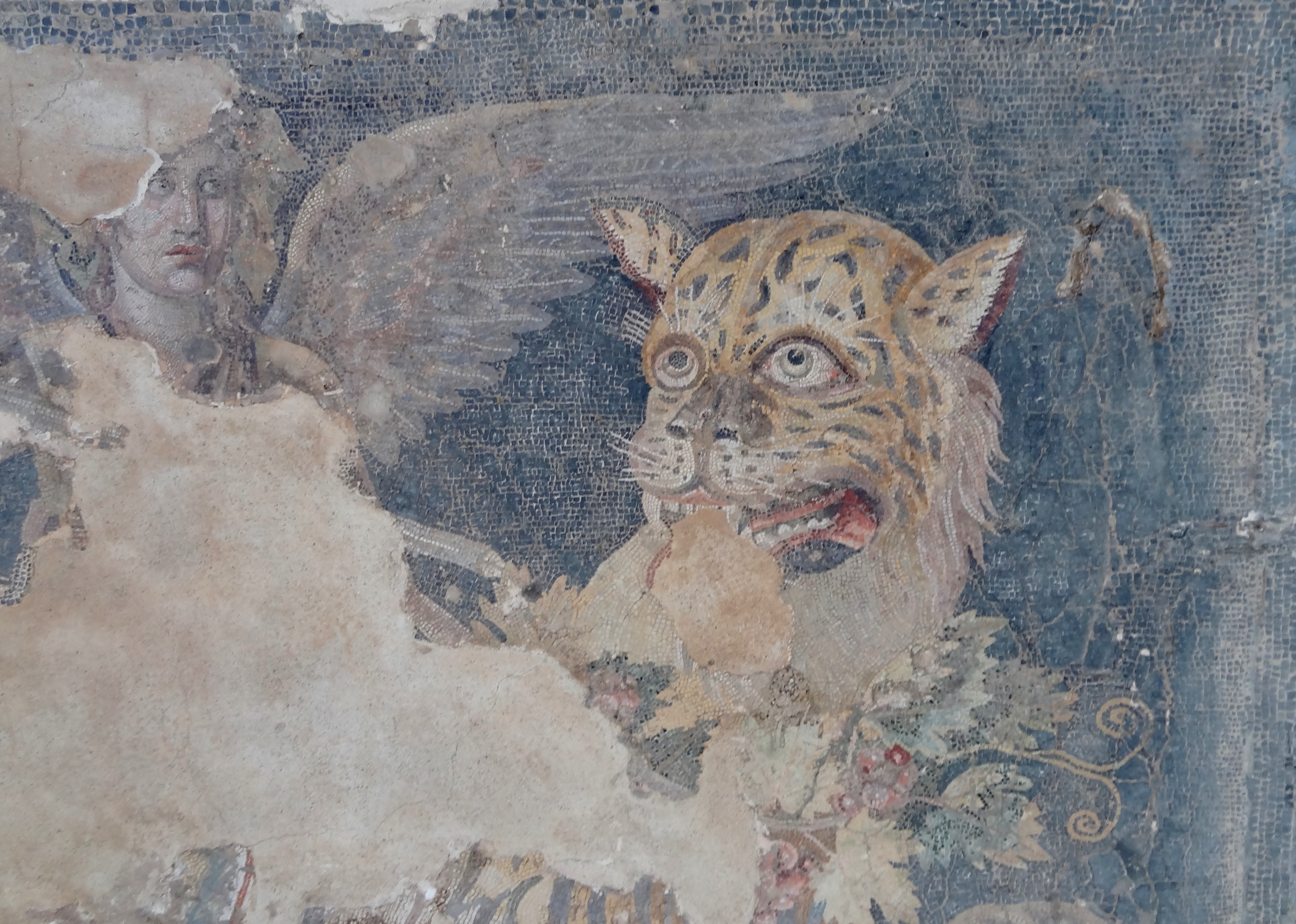
有翼的戴歐尼修斯與老虎的特寫和細節
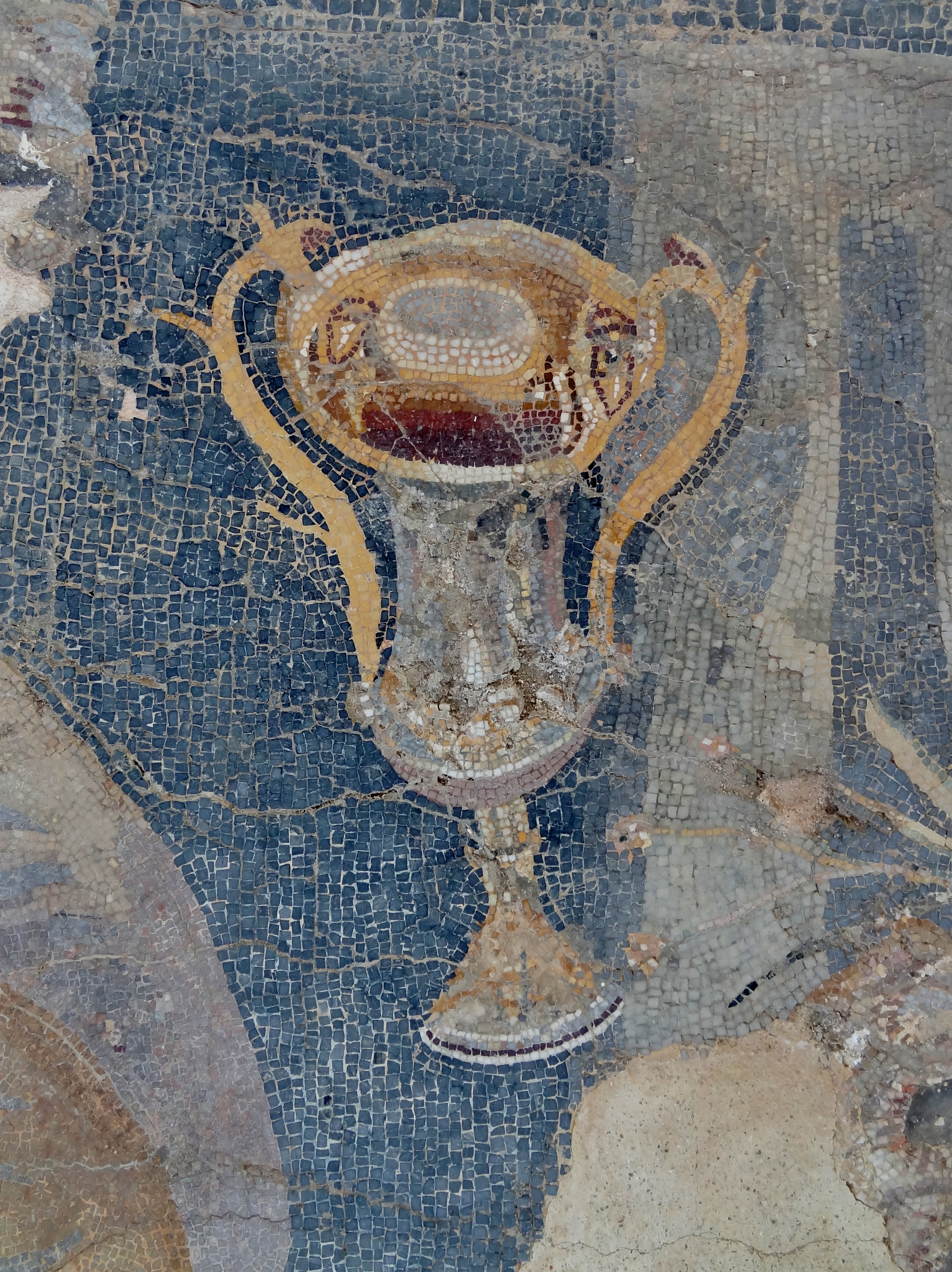
《戴歐尼修斯騎虎鑲嵌畫》中希臘化玻璃（英语：Hellenistic glass）容器之細節
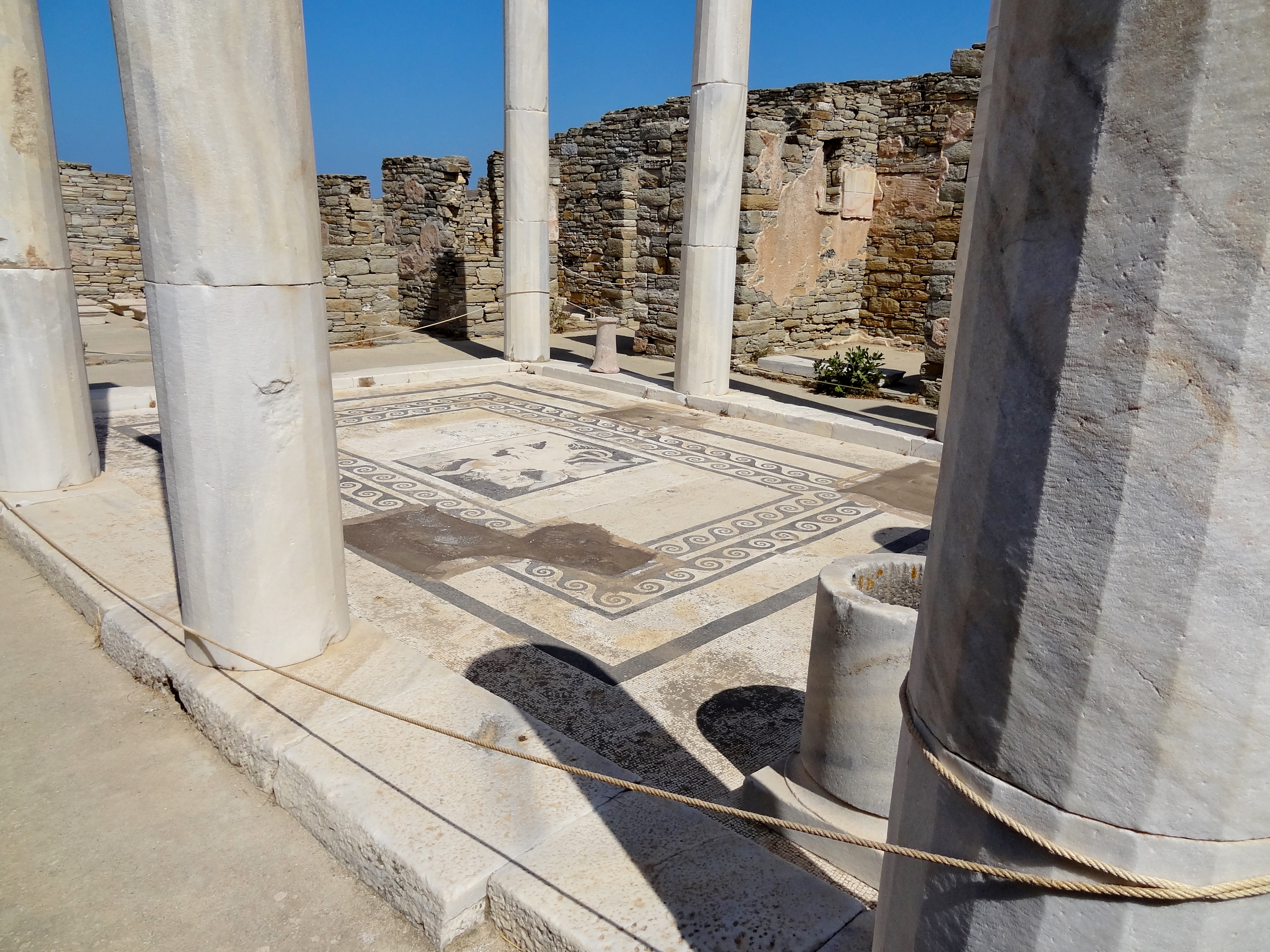
戴歐尼修斯之家列柱中庭的地板鑲嵌畫

### 面具之家
面具之家的名稱源於其鑲嵌畫紋樣「戲劇面具」，面具紋樣飾有以條狀排列的常春藤渦卷形裝飾，圍繞著以立方體圖案裝飾的中心表面區域。列柱中庭是以大理石碎片鋪成，走廊上的鑲嵌畫圖案使用了雙耳瓶碎片，從列柱中庭分出的四個房間裝飾了更為複雜的鑲嵌畫圖案。其中一塊鑲嵌畫的中央是戴歐尼修斯騎豹的形象，其黑色背景與戴歐尼修斯之家的鑲嵌畫相似。另一塊鑲嵌畫中央是一個吹笛者和一個舞者，後者可能代表森林之神西勒努斯。只有戴歐尼修斯像採用了蠕蟲狀鑲嵌工藝。房子裡的其他鑲嵌畫無法達到更精細圖像場景和紋樣的寫實效果，但它們還是展示了以密鋪技術模仿其錯覺性質的嘗試。

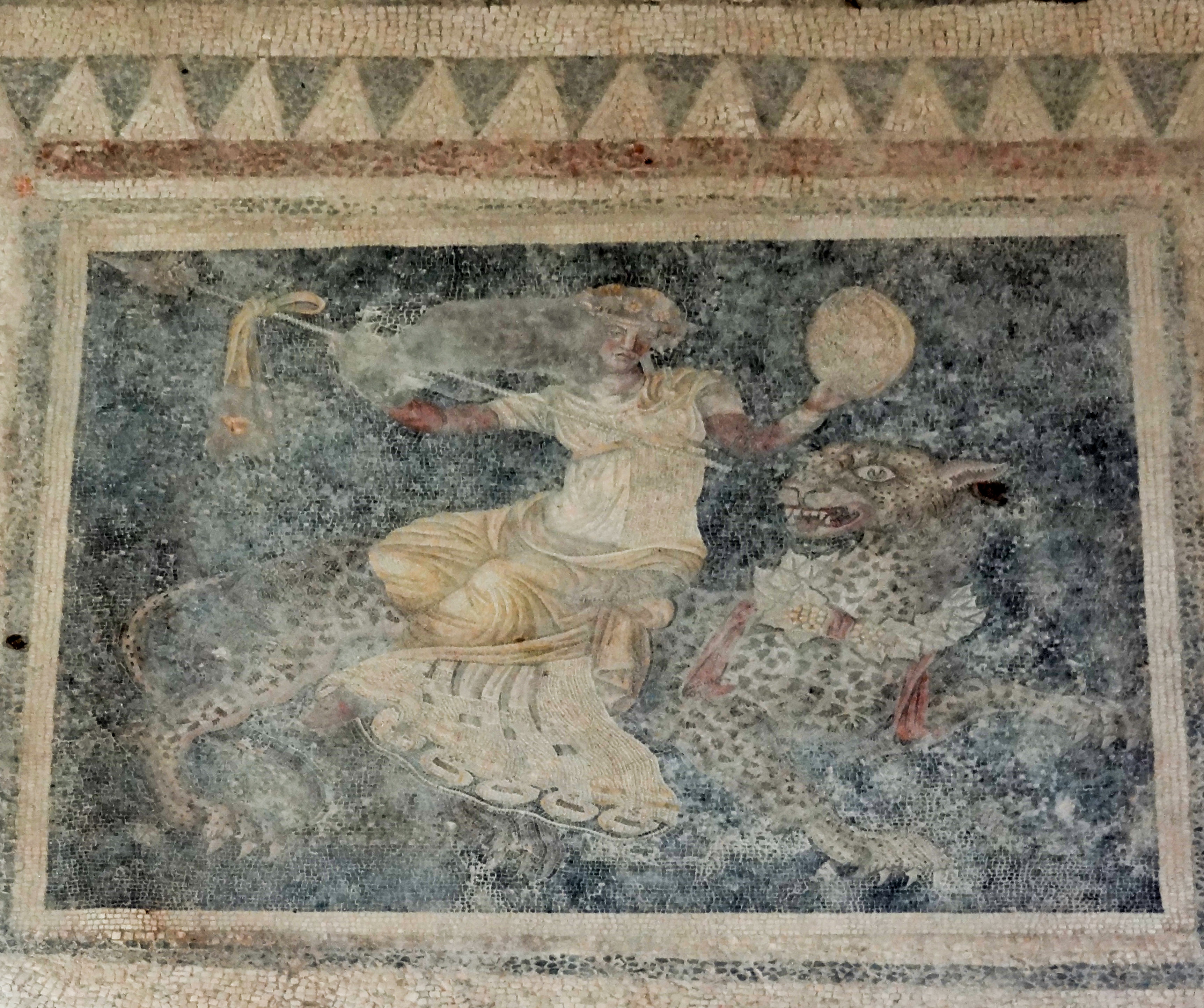
《戴歐尼修斯騎豹鑲嵌畫》
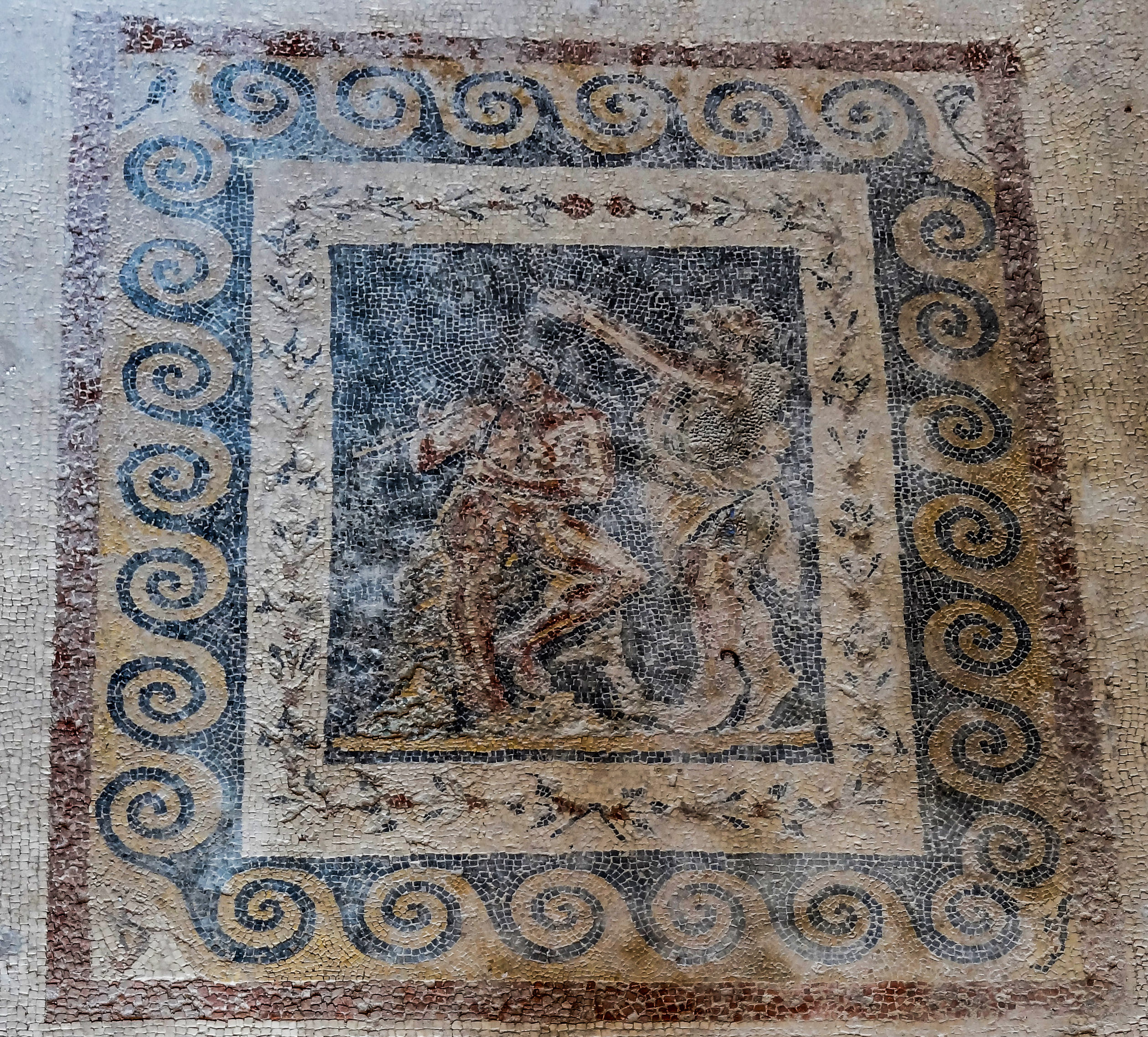
身穿絲綢的人隨長笛吹奏者的曲調起舞
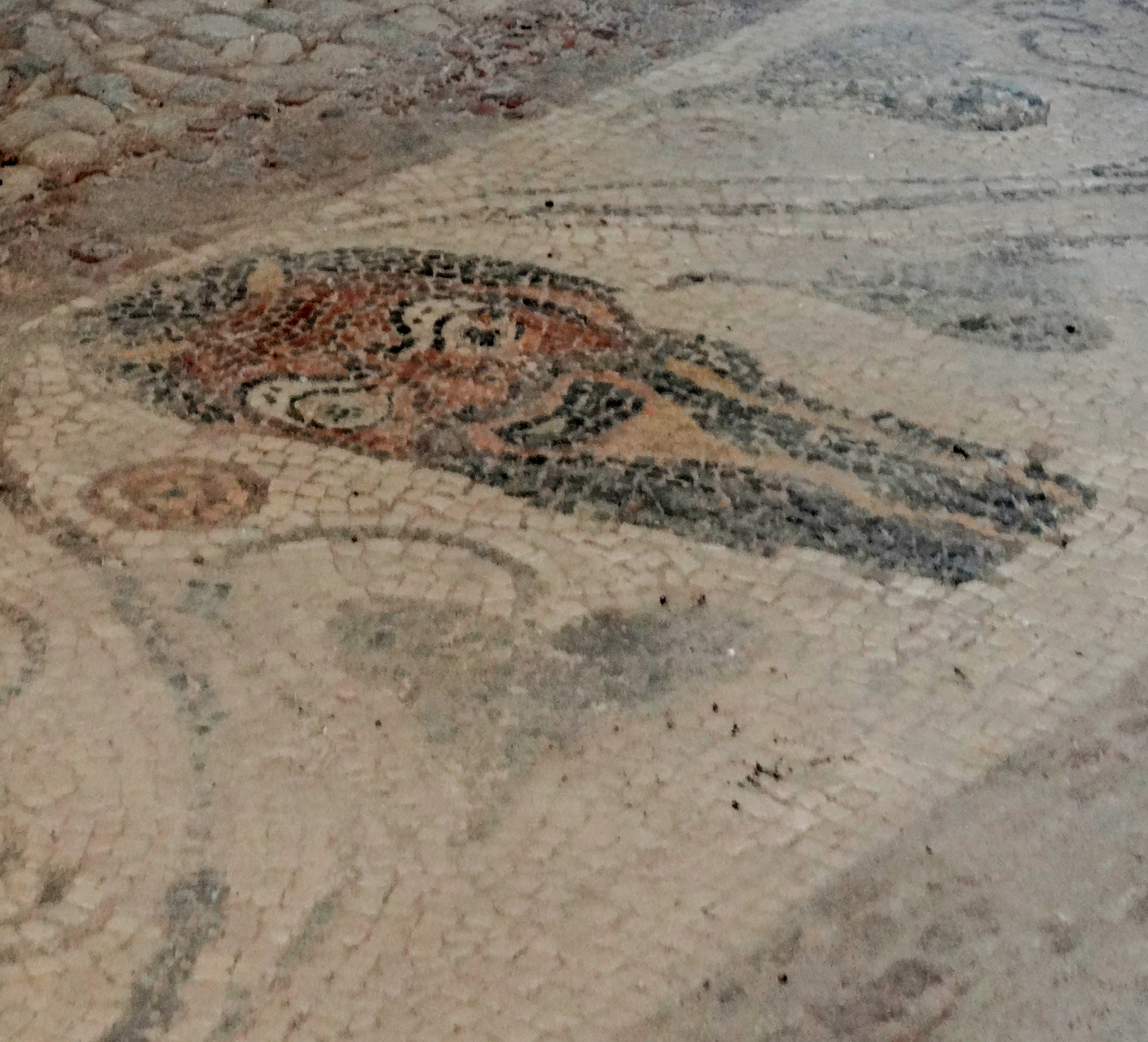
戲劇面具的鑲嵌畫

### 海豚之家
海豚之家在列柱中庭舖設的地板鑲嵌畫的設計在提洛島並不多見，它是被一個正方形輪廓圍繞的圓形。正方形的每個角上都有一對海豚，海豚上騎著長著翅膀的小人，這些小人身上有希臘各種神祇的標志，即酒神杖、雙蛇杖、三叉戟，還有一件因損壞而丟失的物品。圓圈中央有一個玫瑰花飾設計，周圍環繞著花環和獅鷲。鑲嵌畫上的署名者是艾爾瓦德島（古腓尼基，今敘利亞西部）的阿斯克萊皮亞德斯（Asclepiades of Arados），是提洛島僅有的兩件帶有原作者署名的鑲嵌畫之一。

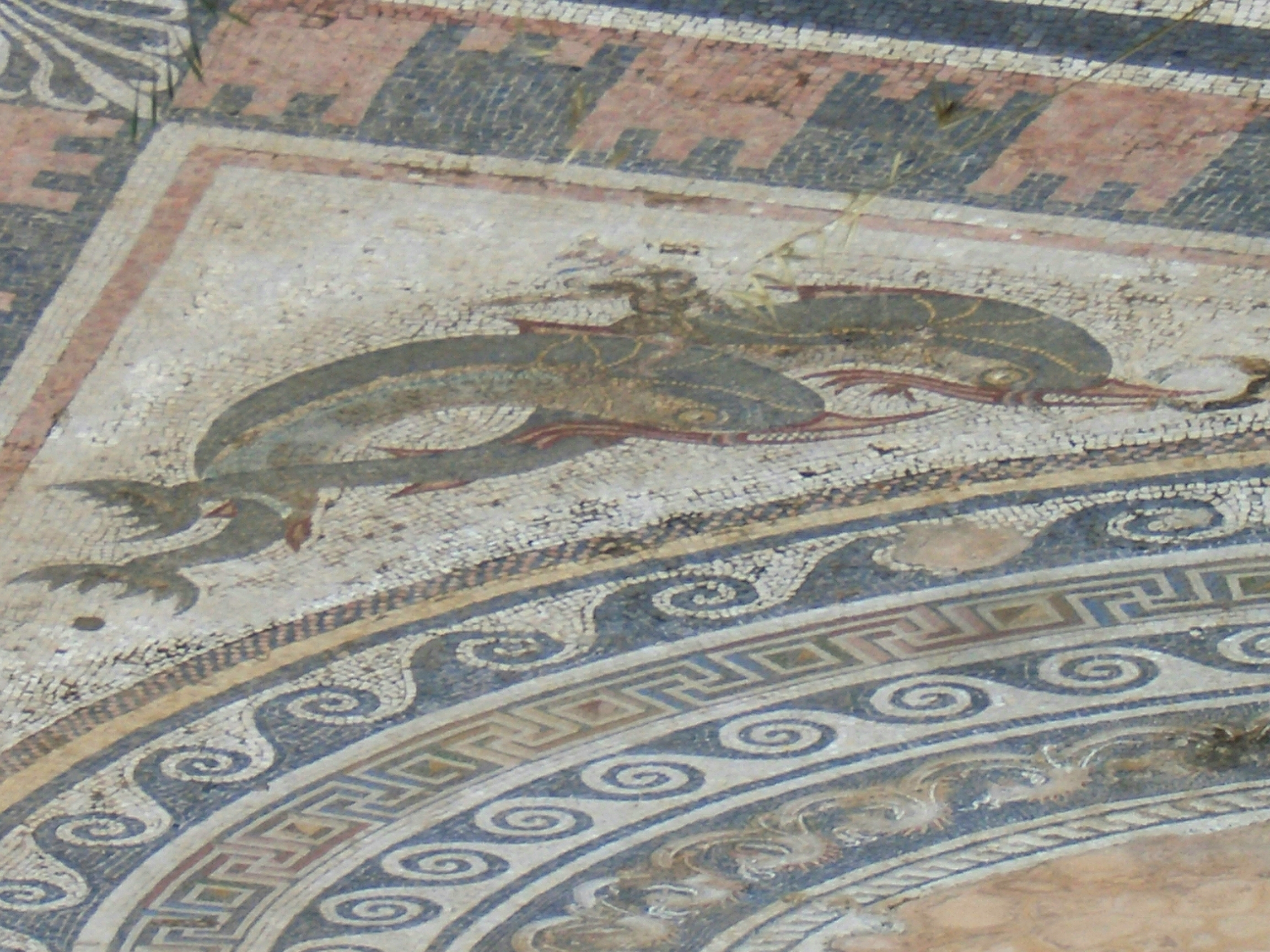
在單波圖案紋樣條紋旁的海豚和騎乘者
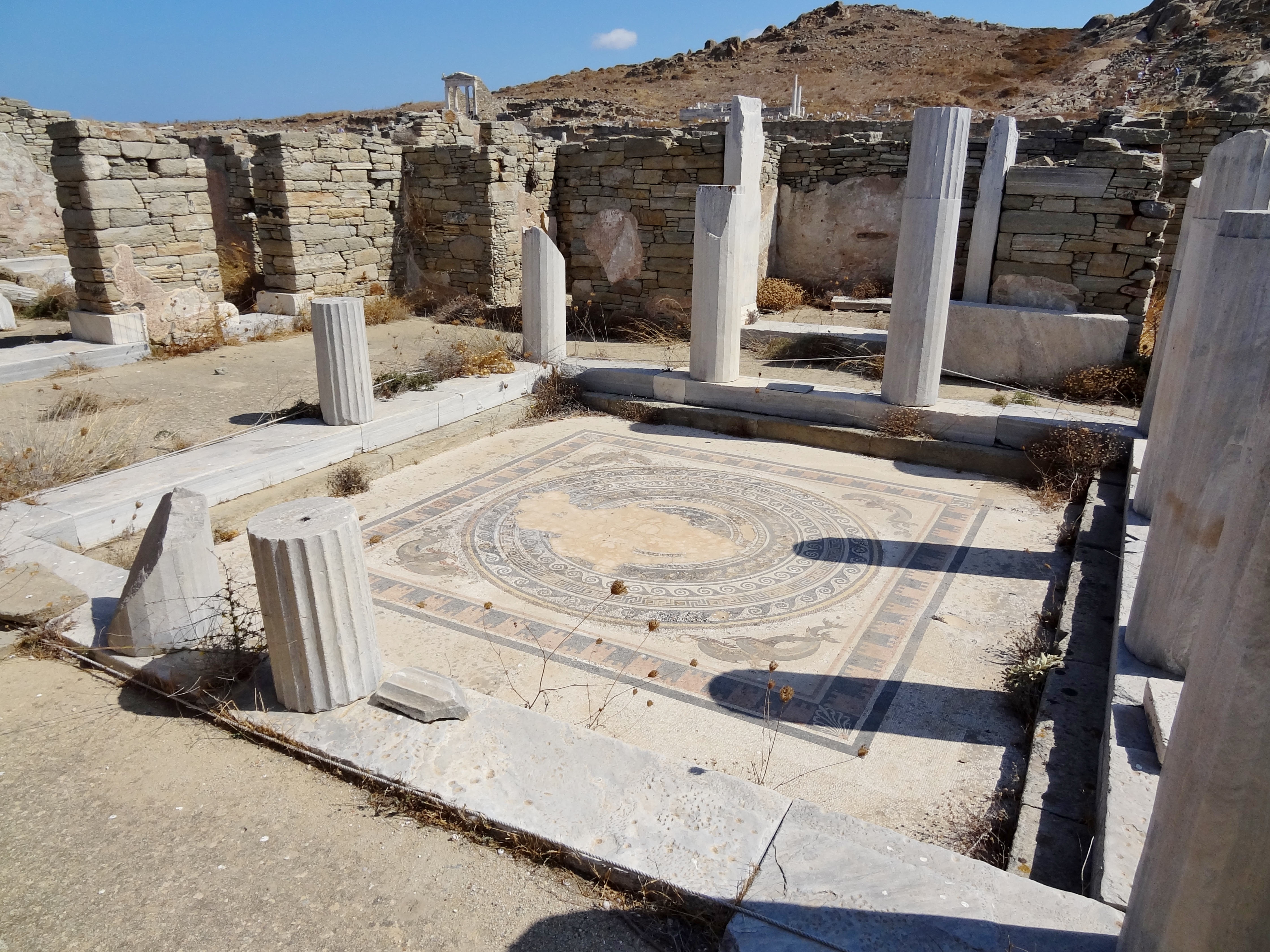
列柱中庭圍繞著鑲嵌畫地板
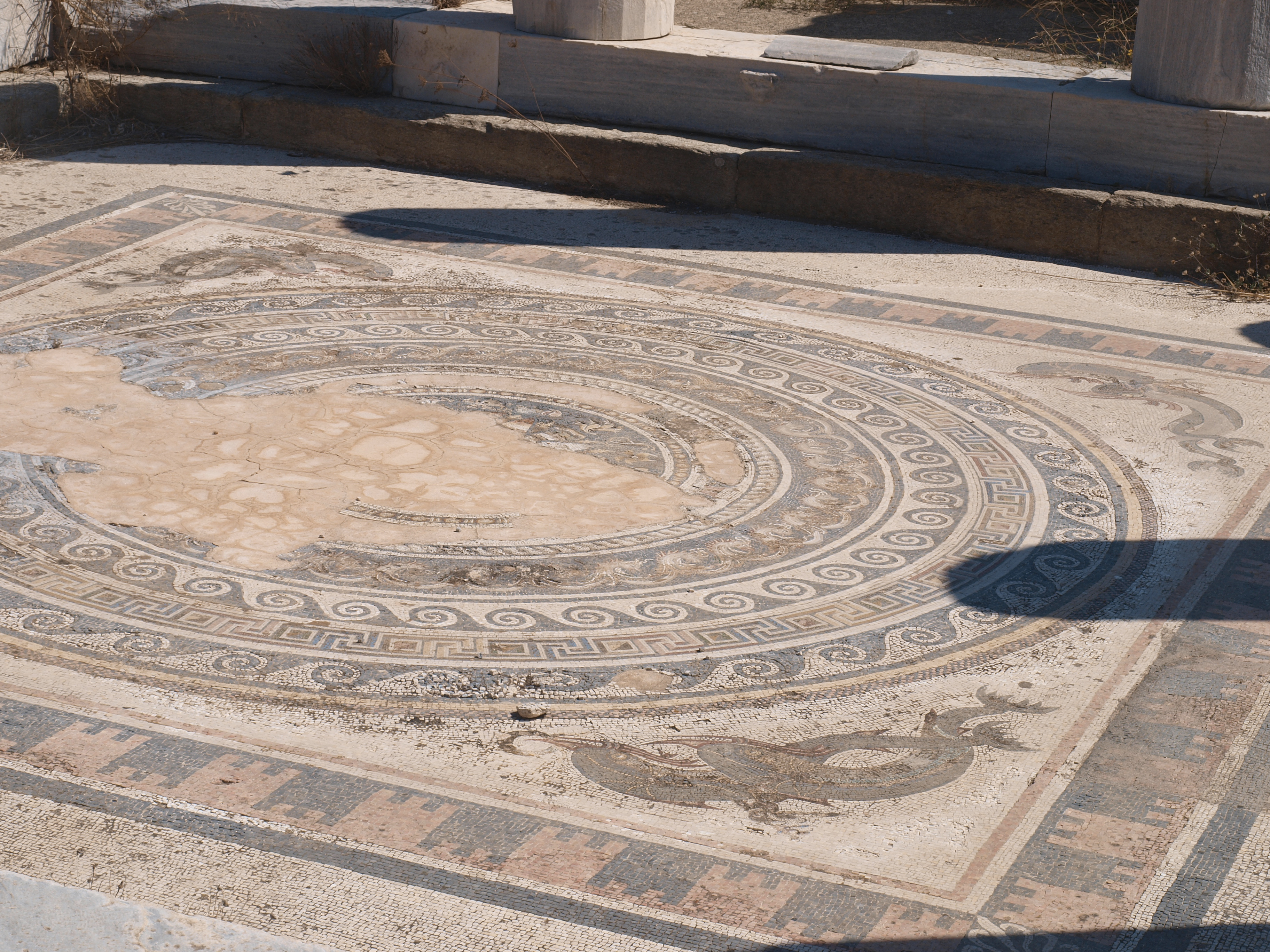
含有「方中圓」設計的地板鑲嵌畫的特寫
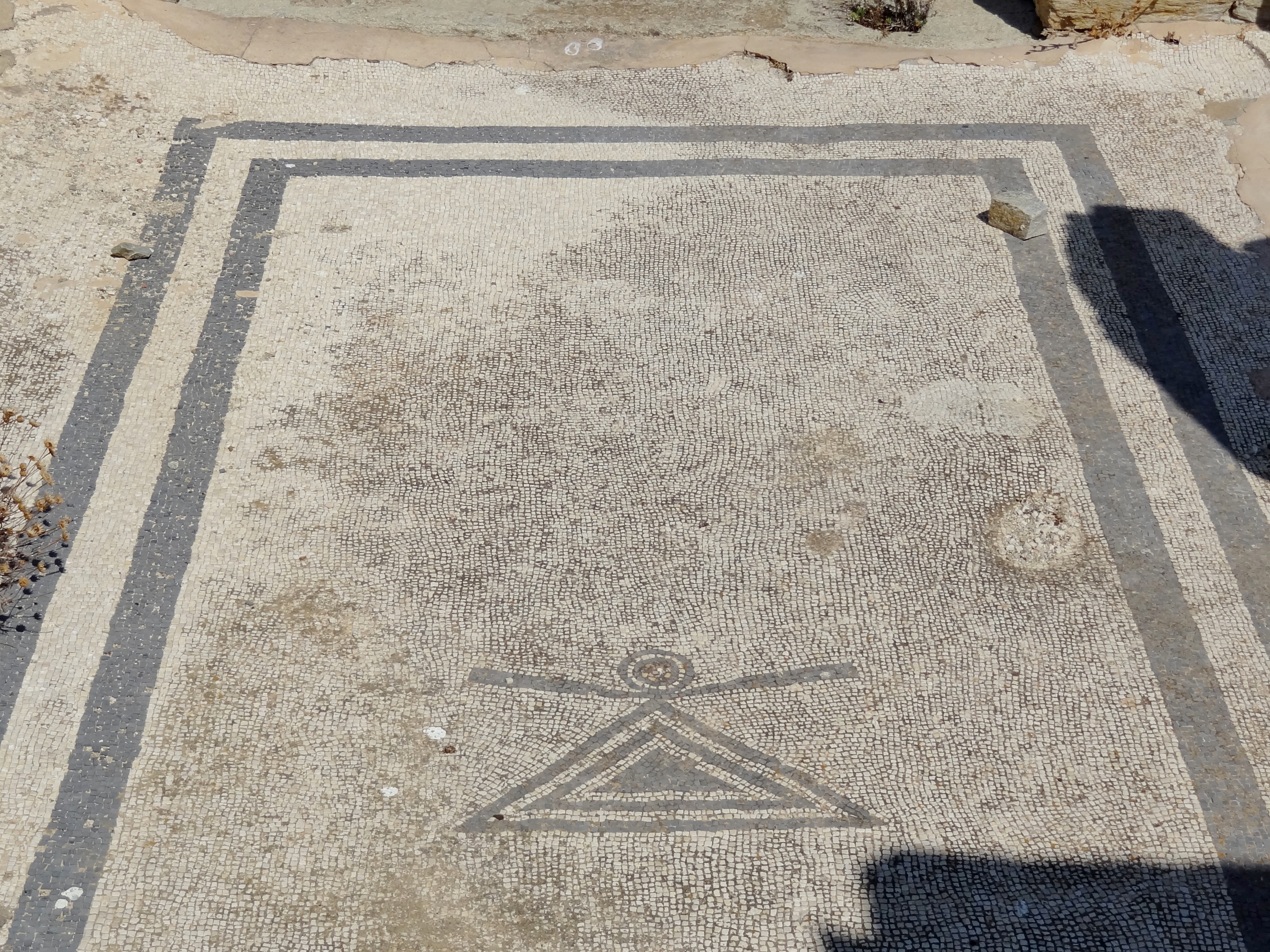
帶有布匿-腓尼基女神塔尼特象徵的鑲嵌畫

### 湖之家
湖之家的設計與大多數的提洛島房屋類似， 是一棟不規則的房屋（非矩形或方形布局）, 位於一個神聖的湖泊附近，大約公元前300年到公元前100年曾有人居住。列柱中庭的蓄水池（impluvium）中間飾以玫瑰花結，並以幾何圖案紋樣圍繞 ，四面又環繞著愛奧尼亞柱式風格的巨大圓柱。

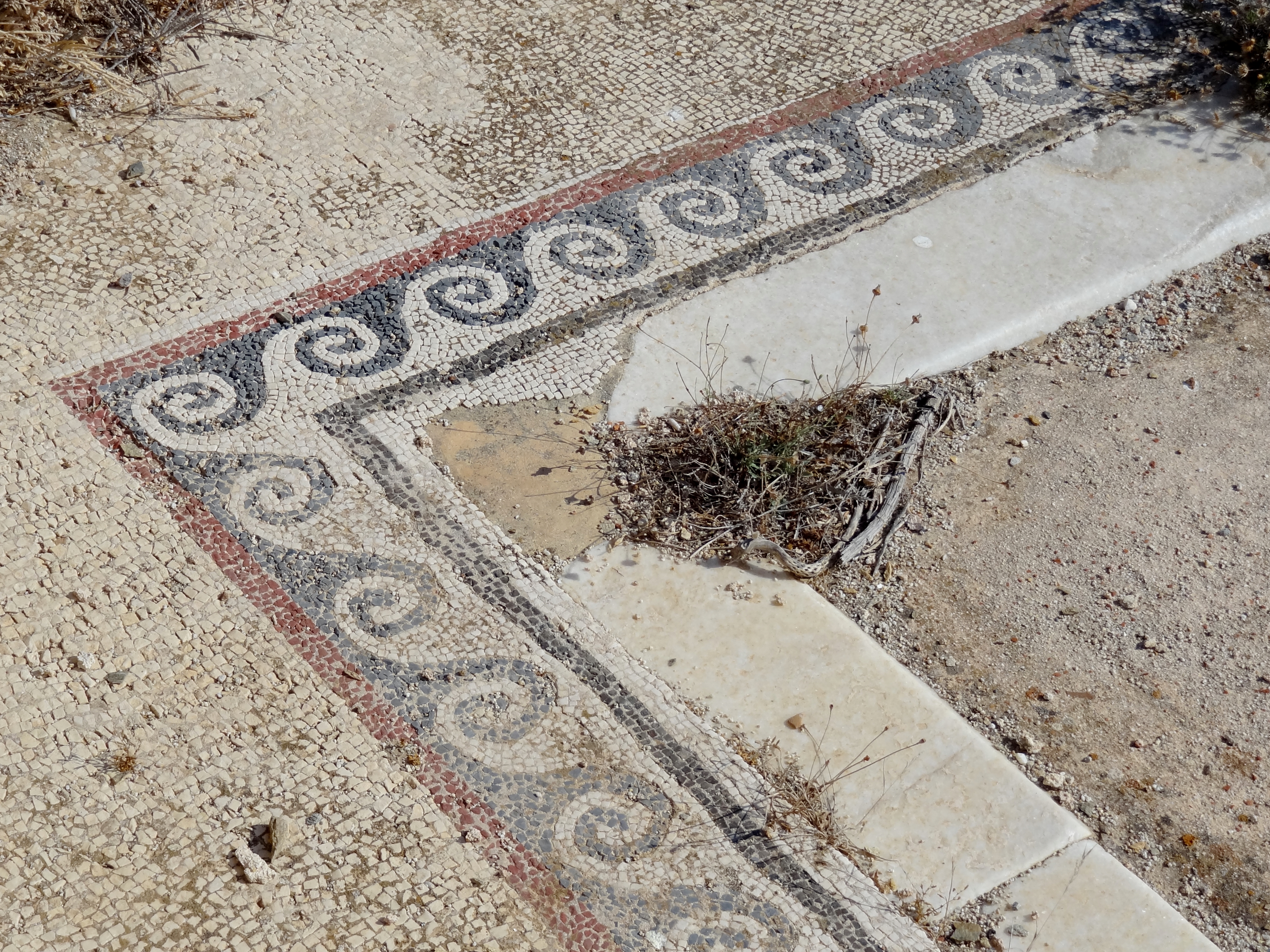
單波圖案邊框的範例
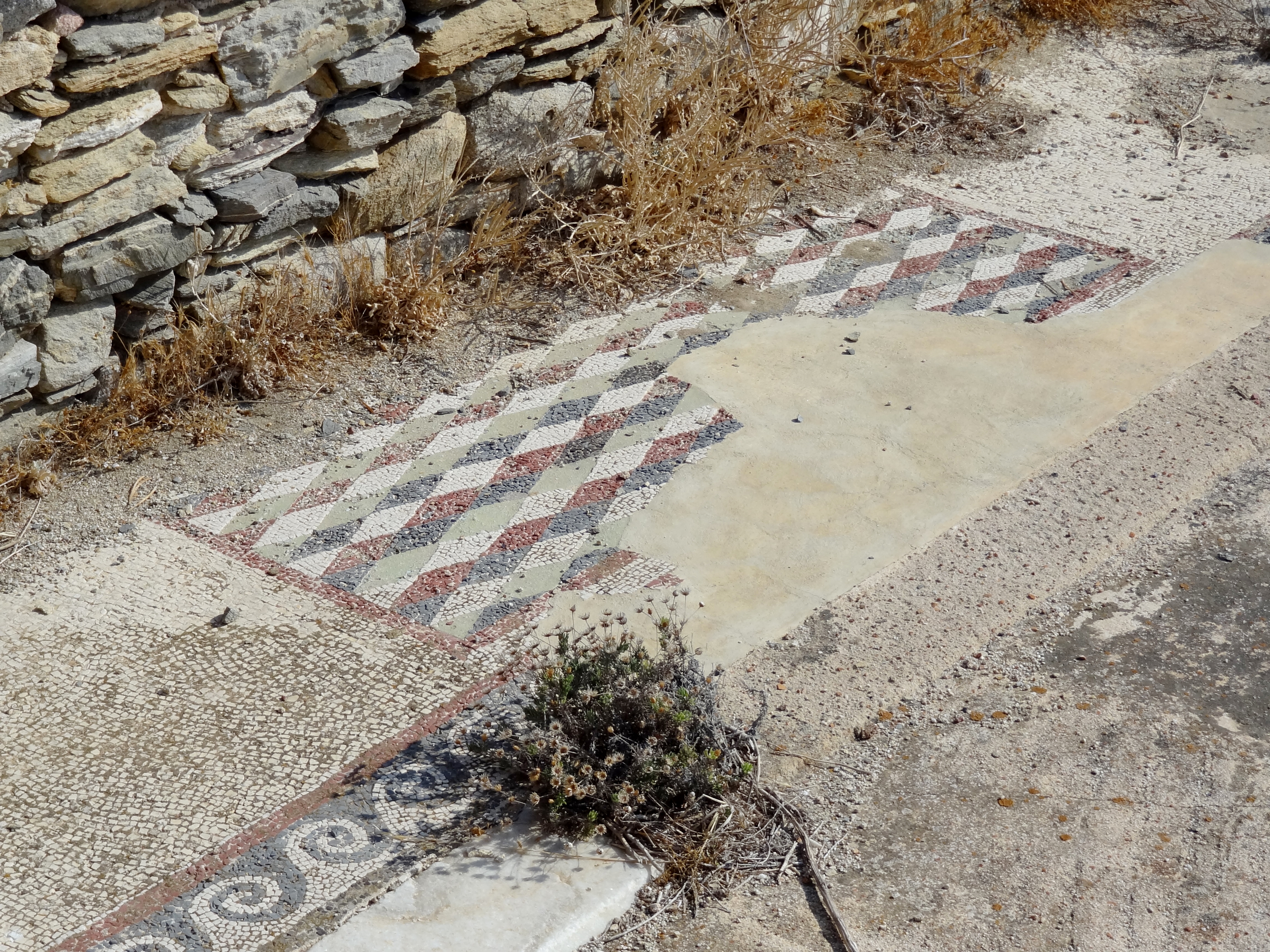
具有單波邊框的立方體圖案鑲嵌畫
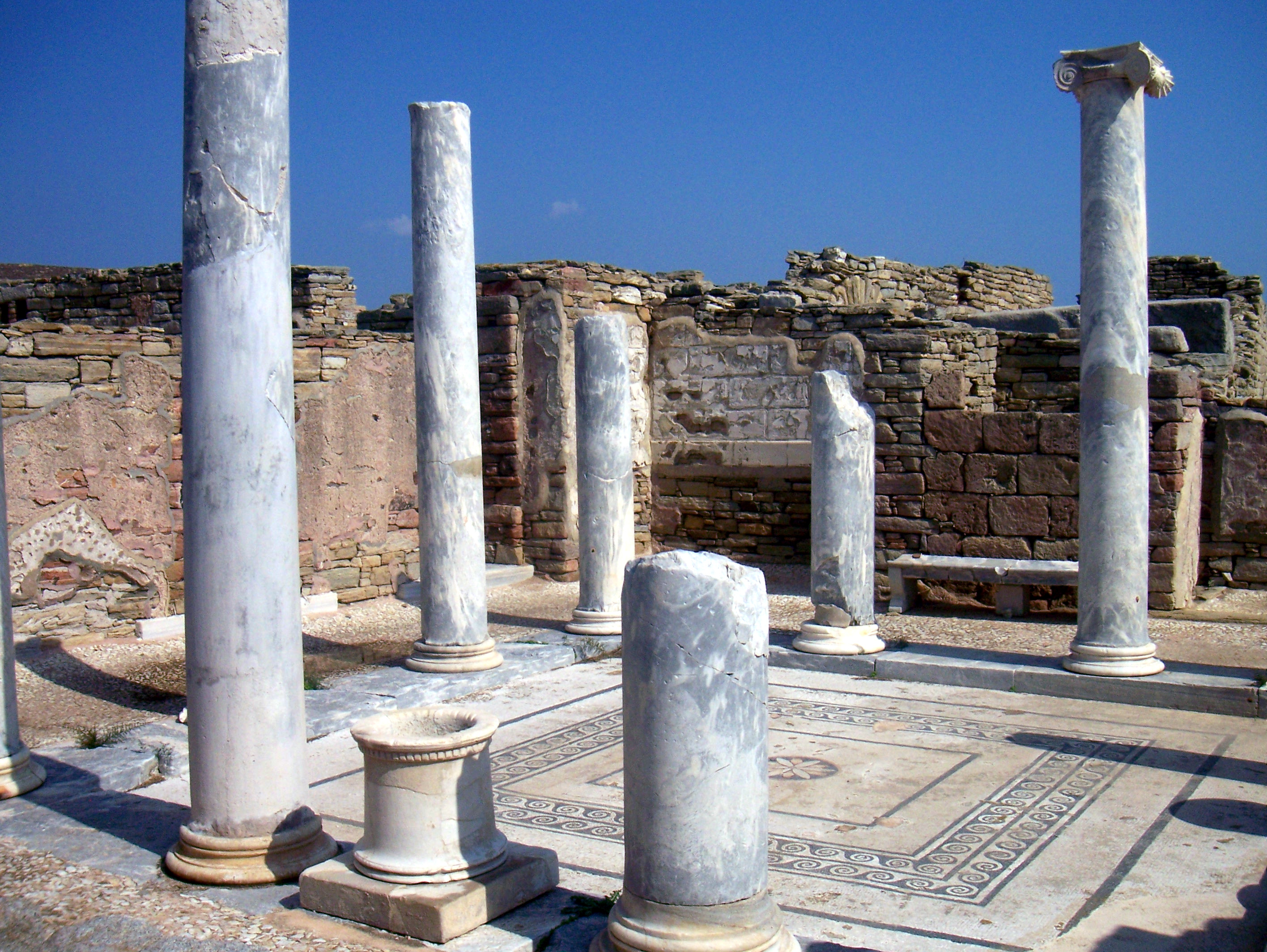
列柱中庭蓄水池的愛奧尼柱及地板鑲嵌畫
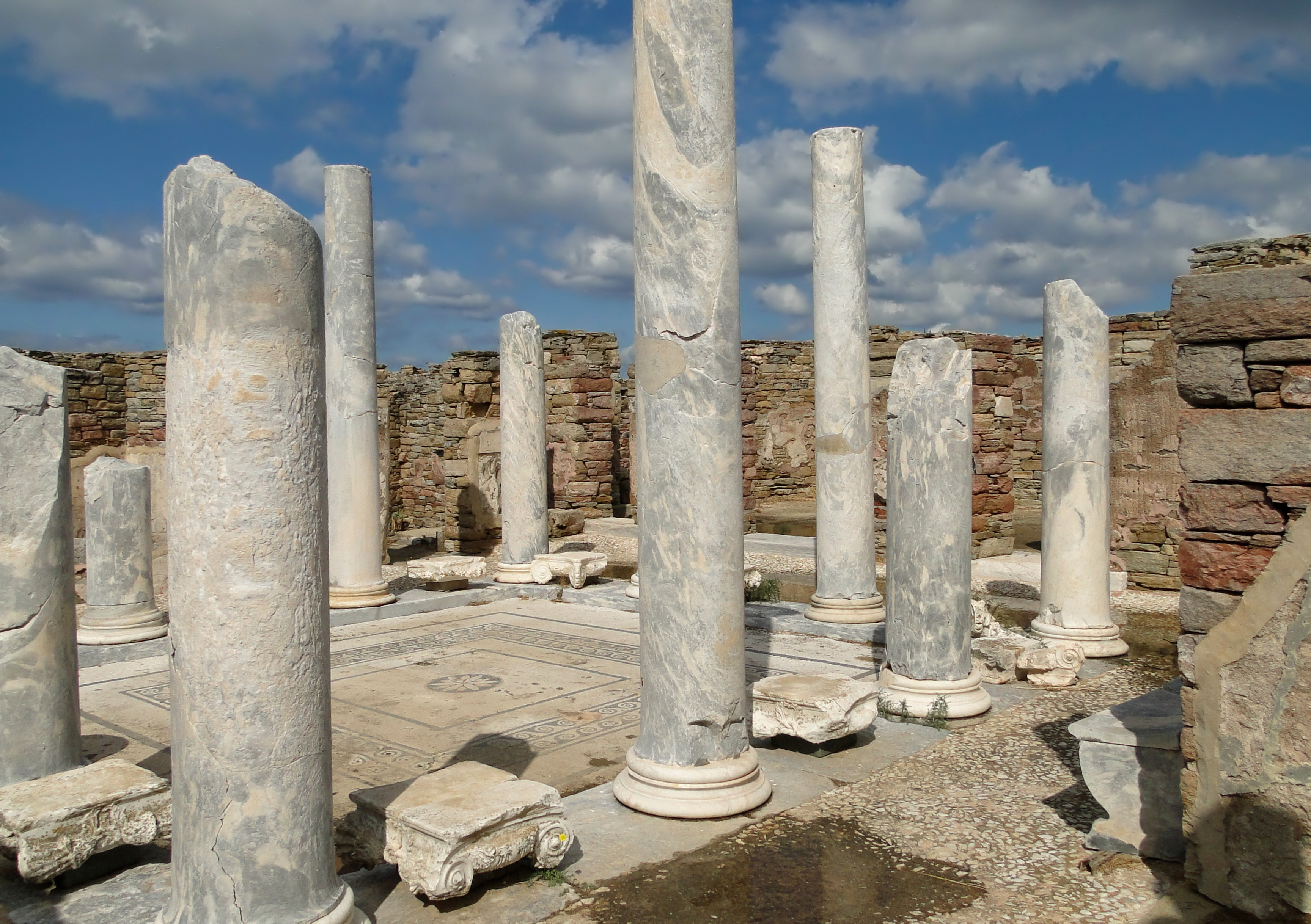
從另一角度觀看的蓄水池及地板鑲嵌畫

### 三叉戟之家
三叉戟之家的列柱中庭面板以白色為背景，上面有一個黑色海豚的紋樣，旁邊圍有紅色的錨和的黑色三叉戟。這一主題表明，屋主與航海事業有著某種關聯。這些簡單的二維鑲嵌畫與希臘化風格那種五彩斑斕、精細、三維的圖像和紋樣的鑲嵌畫形成鮮明對比。它們也許可以與幾十年後出現在羅馬義大利的黑白鋪面鑲嵌畫相媲美，甚至有某種關聯。

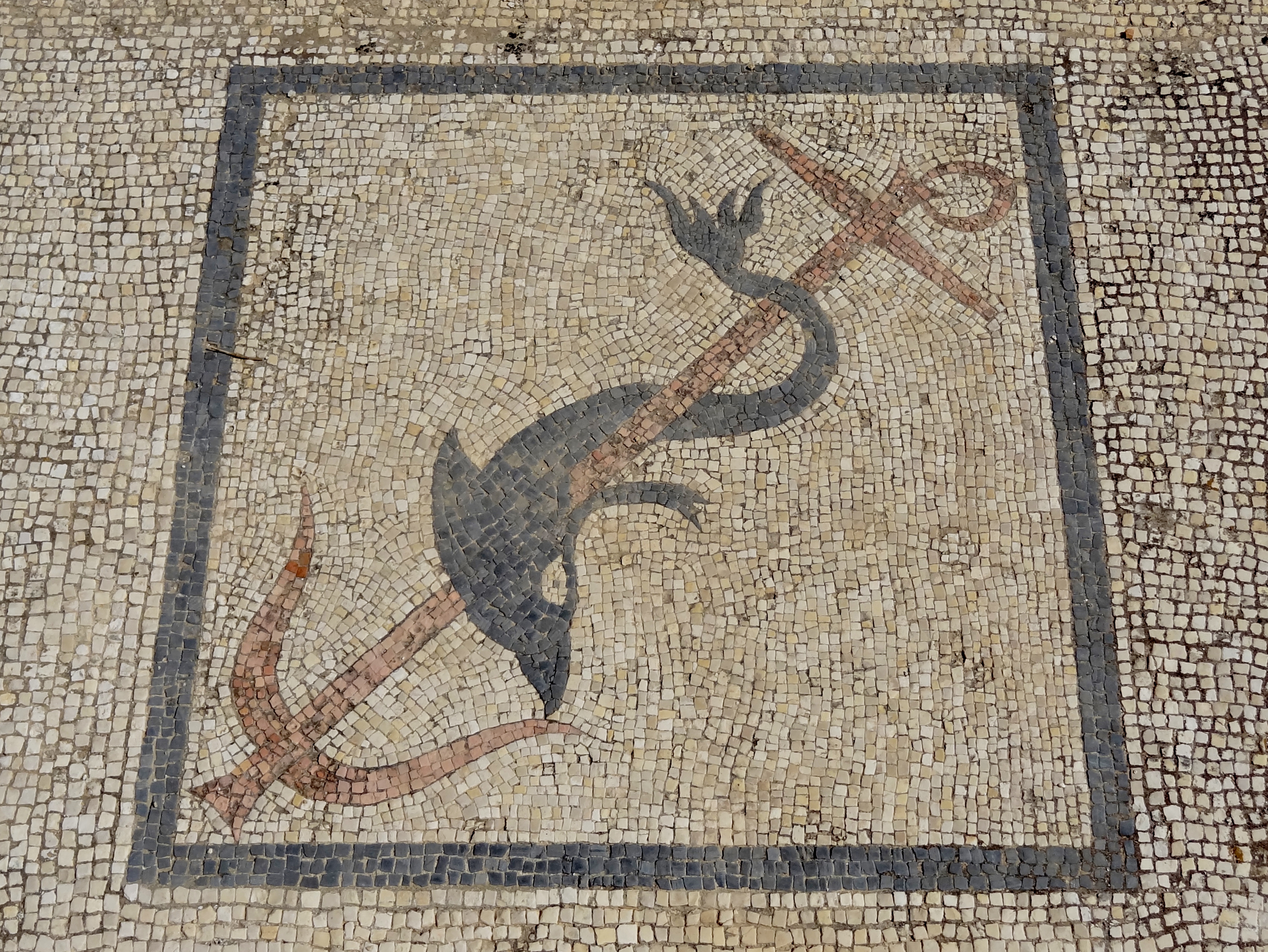
海豚纏繞在錨周圍的的鑲嵌裝飾
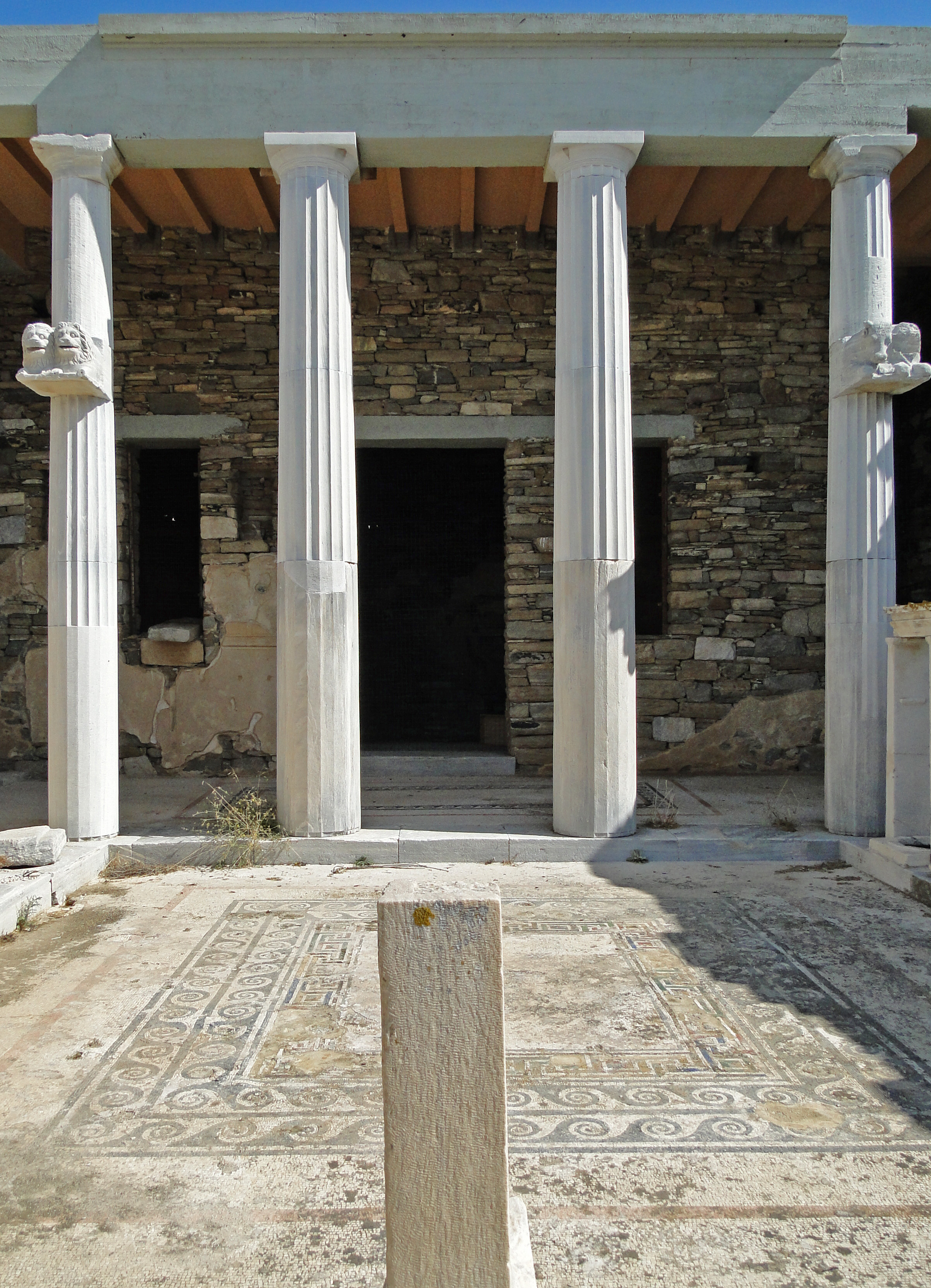
帶有鑲嵌畫地板的庭院景觀
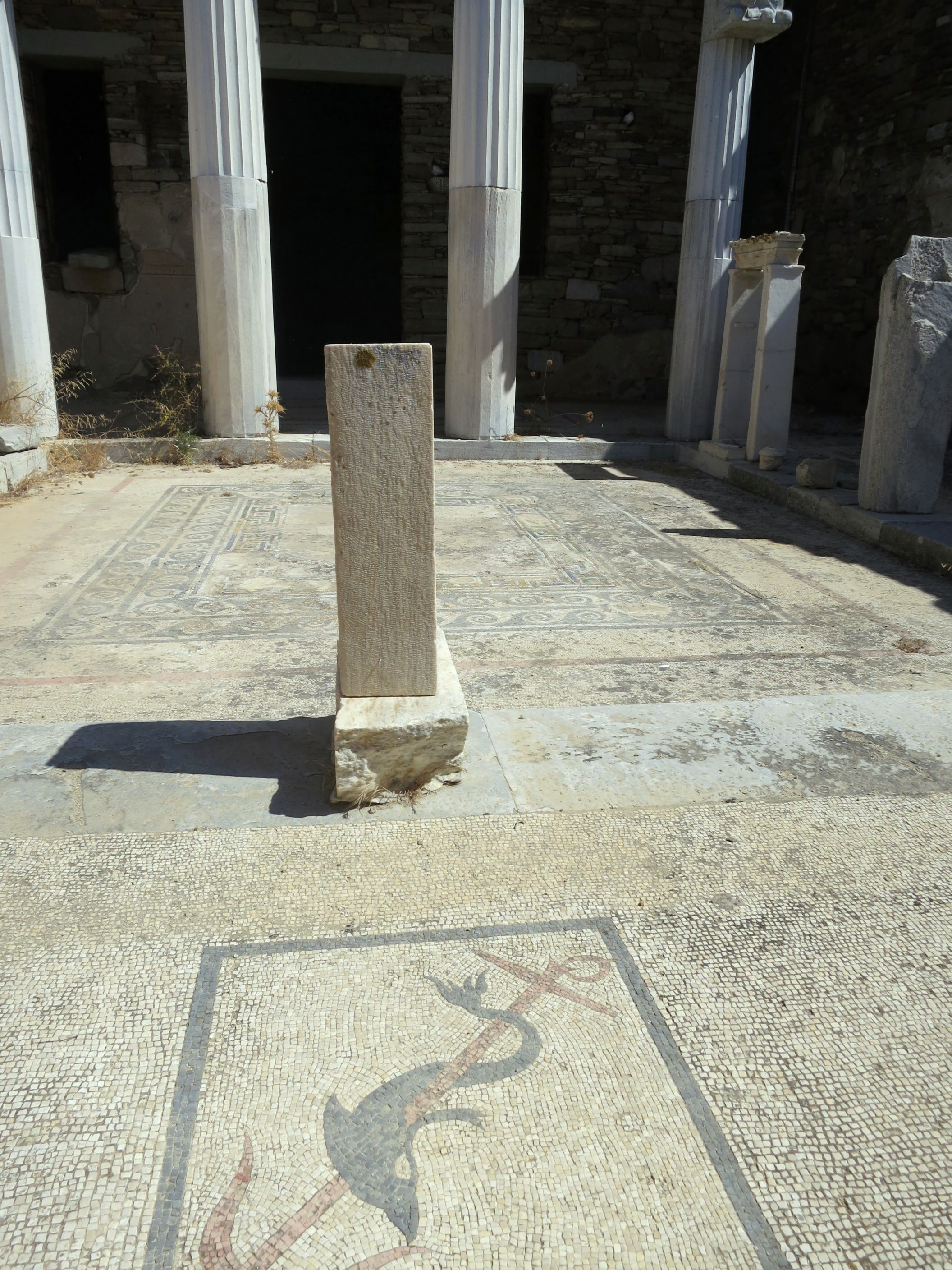
另一角度觀看庭院和鑲嵌畫地板

## 註記
1. 1 2 3  Dunbabin (1999)，第32頁.
2. 1 2 3 4 5 6 7 8 9  Brecoulaki (2016)，第678頁.
3. 1 2  Tang (2005)，第14頁.
4. ↑  UNESCO.
5. ↑  Lebègue (1876)，第130-131, 133, 134-135, 140頁.
6. 1 2 3 4 5 6 7 8 9 10  Dunbabin (1999)，第30頁.
7. ↑  Joyce (1979)，第253, footnote #1頁.
8. 1 2 3  Chamoux (2002)，第375頁.
9. 1 2 3  Tang (2005)，第48頁.
10. ↑  Joyce (1979)，第253, footnote #2; 255頁.
11. ↑  Tang (2005)，第14, 32頁.
12. ↑  Joyce (1979)，第253, footnote #2頁.
13. ↑  Tang (2005)，第45, 47頁.
14. 1 2 3  Joyce (1979)，第256頁.
15. 1 2  Tang (2005)，第45頁.
16. ↑  Tang (2005)，第47頁.
17. ↑  Joyce (1979)，第255頁.
18. ↑  Joyce (1979)，第255–256頁.
19. 1 2  Joyce (1979)，第258頁.
20. ↑  Dunbabin (1999)，第30–32頁.
21. ↑  Tang (2005)，第40頁.
22. ↑  Dunbabin (1999)，第30–32, 306頁.
23. 1 2  Tang (2005)，第46–47頁.
24. 1 2 3  Tang (2005)，第46頁.
25. ↑  Hachlili (2009).
26. ↑  Dunbabin (1999).
27. ↑  Hachlili (2009)，第10頁.
28. ↑  Hachlili (2009)，第9–10頁.
29. ↑  Hachlili (2009)，第11頁.
30. ↑  Joyce (1979)，第259–260頁.
31. 1 2 3  Joyce (1979)，第260頁.
32. ↑  Dunbabin (1979)，第265頁.
33. ↑  Tang (2005)，第14–15頁.
34. 1 2  Bruno (1985)，第13–14頁.
35. ↑  Tang (2005)，第13–18頁.
36. ↑  Tang (2005)，第13–14頁.
37. ↑  Westgate (2000)，第255–256頁.
38. ↑  Westgate (2007)，第313頁.
39. ↑  Brecoulaki (2016)，第673, 678頁.
40. ↑  Joyce (1979)，第253–263頁.
41. ↑  Joyce (1979)，第253–254頁.
42. ↑  Westgate (2000)，第255–275頁.
43. 1 2  Westgate (2000)，第255頁.
44. ↑  Joyce (1979)，第254頁.
45. ↑  Joyce (1979)，第256–257頁.
46. ↑  Joyce (1979)，第257頁.
47. 1 2  Bruno (1985)，第31頁.
48. 1 2  Bruno (1985)，第21頁.
49. ↑  Hardiman (2010)，第518頁.
50. ↑  Bruno (1985)，第12–13頁.
51. ↑  Tang (2005)，第32頁.
52. ↑  Tang (2005)，第40–41頁.
53. 1 2  Tang (2005)，第33頁.
54. ↑  Tang (2005)，第31頁.
55. ↑  Tang (2005)，第33–34頁.
56. 1 2  Dunbabin (1999)，第32–33頁.
57. 1 2 3 4 5 6  Dunbabin (1999)，第35頁.
58. ↑  Dunbabin (1999)，第33–35頁.
59. 1 2 3 4  Dunbabin (1999)，第33頁.
60. ↑  Crane & Perseus Digital Library.
61. ↑  Dunbabin (1999)，第35, 306頁.